# قائمة حوادث مرتبطة برهاب الإسلام
هذه قائمة بعدد من الحوادث الأخيرة التي وصفت بأنها متعلقة بالإسلاموفوبيا. ويلاحظ أن مصطلح «الإسلاموفوبيا» أصبح مصطلحا شعبيا في النقاش الأيديولوجي منذ عام 2000 م، وربما قد طبق بأثر رجعي على الحوادث السابقة.

## الحوادث والحالات حسب البلد

### ألبانيا
فيما يلي قائمة بوقوع حادث واحد في ألبانيا يمكن اعتباره حادث الكراهية للإسلام متعلق بالإسلاموفوبيا:
| التاريخ      | النوع         | القتلى | الجرحى | الموقع          | التفاصيل                                                                  | مرتكب الجريمة          |
| ------------ | ------------- | ------ | ------ | --------------- | ------------------------------------------------------------------------- | ---------------------- |
| 7 أغسطس 2016 | اعتداء بالضرب | 0      | 0      | تيرانا، ألبانيا | تعرضت امرأة مسلمة ترتدي حجابا للضرب على متن حافلة، ووصفت بأنها "إرهابية." | امرأة لم يتم ذكر اسمها |

### أستراليا
فيما يلي قائمة بحادثين في أستراليا يمكن اعتبارهما حادثين تحض على الكراهية للإسلام متعلقة بالإسلاموفوبيا:
| التاريخ       | النوع       | القتلى | الجرحى | الموقع           | التفاصيل | مرتكب الجريمة        |
| ------------- | ----------- | ------ | ------ | ---------------- | --- | -------------------- |
| 19 مارس 2017  | طعن بسكين   | 0      | 1      | ملبورن، أستراليا | تم طعن القس تومي كالاثور ماثيو، وهو كاهن، في عنقه قبل لحظات من أن يكون على وشك أن يقول موعظته الأسبوعية في الكنيسة لأن الجاني كان يعتقد أنه كان "هندوسيا" أو "مسلما" بسب لحيته. | غير معروف            |
| 9 فبراير 2017 | اعتداء لفظي | 0      | 0      | ملبورن، أستراليا | تم توثيق حادثة اعتداء لفظى على الدين الإسلامى والمسلمين متعلقة بالإسلاموفوبيا في حفل عشاء جمعية كيو الأسترالية في يوم الخميس 9 فبراير، حيث تحدث المتحدث باسمها رسالم الكاريكاتير لاري بيكرينغ المثير للجدل قائلا: "إذا كان (المسلمون) في نفس الشارع، فأنا أبدأ بالخوف والارتجاف". وأنهم "ليسوا جميعا سيئين" ومضيفا "لا أستطيع الوقوف مع المسلمين أو تحملهم". كما قام رسام الكاريكاتير بعرض لوحة له بالمزاد العلني يصور اغتصاب امرأة ترتدى النقاب من قبل زوجها، مشيرا إلى أن المسلمين هم من يغتصبون المحارم. ورسم لاري بيكرينغ كاريكاتير اخر في مزاد علني لجمع التبرعات حيث صور إمام يؤم المصلين بالخنزير (في الإسلام يعتبر جميع منتجات لحم الخنزير حرام وممنوعة). في شباط / فبراير 2017، وجه كل من كوري برناردي وجورج كريستنسن (سياسيين أستراليين) انتقادات للمتحدثين في جمعية كيو الأسترالية في أستراليا. وتلقى هذا الحدث احتجاجات وتم وصفه بأنه حادثة عنصرية. | جمعية كيو الأسترالية |

### النمسا
فيما يلي قائمة بوقوع حادث واحد في النمسا يمكن اعتباره حادثة الكراهية للإسلام متعلق بالإسلاموفوبيا:
| التاريخ       | النوع                 | القتلى | الجرحى | الموقع        | التفاصيل                                                                                                | مرتكب الجريمة                 |
| ------------- | --------------------- | ------ | ------ | ------------- | --- | ----------------------------- |
| 5 فبراير 2008 | تخريب متعمد للممتلكات | 0      | 0      | غراتس، النمسا | م تدنيس ما يقرب من ستين مقبرة خاصة بالمسلمين. واشتبهت الشرطة في أن الجناة كانوا من المتطرفين اليمينيين. | متطرفون يمينيون (المشتبه بهم) |

### بلجيكا
فيما يلي قائمة بوقوع حادث واحد في بلجيكا يمكن اعتباره حادثة الكراهية للإسلام متعلق بالإسلاموفوبيا:
| التاريخ       | النوع       | القتلى | الجرحى | الموقع       | التفاصيل | مرتكب الجريمة                    |
| ------------- | ----------- | ------ | ------ | ------------ | --- | -------------------------------- |
| 7 فبراير 2008 | اعتداء لفظي | 0      | 2      | لييج، بلجيكا | هوجمت شابات من أصل مغاربي في وسط المدينة بعد تعرضهن للاعتداء اللفظي بالتهديدات العرقية. وكان من بين الجناة انتماءات متطرفة يمينية. | ثلاثة رجال لم يتم الكشف عن اسمهم |

### البوسنة والهرسك

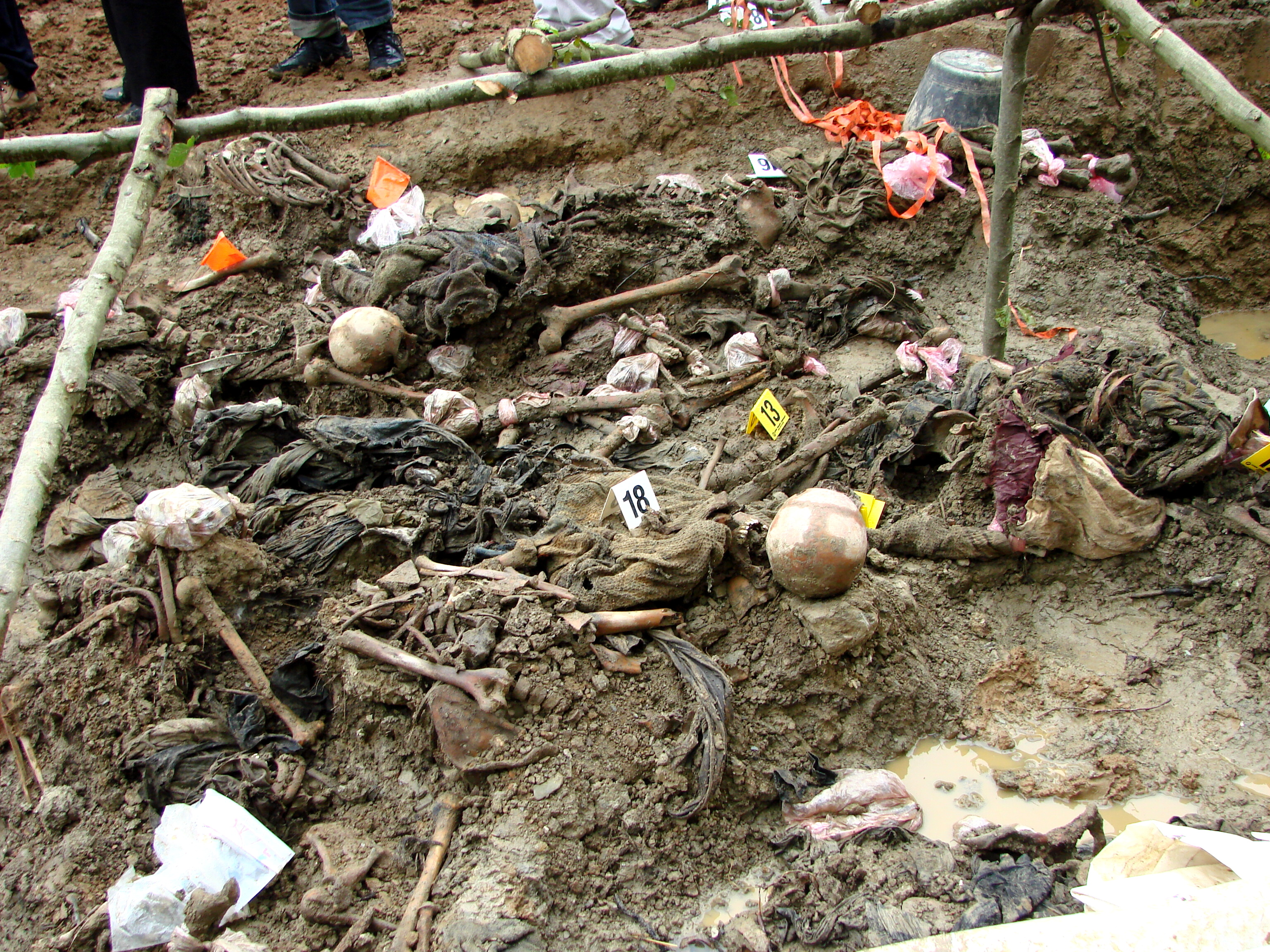
مقبرة جماعية حيث تكشف أحداث مجزرة سريبرينيتسا للمسلمين البوسنيين

في التسعينات، كانت الإبادة الجماعية البوسنية وحرب كوسوفو، وكلاهما كان يشتمل على «القتل الجماعي للمسلمين الأبرياء»، مرتبطة بالإسلاموفوبيا. وفي البوسنة، نفذت الميليشيات الصربية المسيحية والكرواتية هجمات إبادة جماعية على المجتمع البوسني المسلم. ووفقا لبيانات اللجنة الدولية للصليب الأحمر حول الإبادة الجماعية البوسنية، «قتل 200,000 شخص، 12000 منهم أطفال، تم اغتصاب 50,000 امرأة، وأجبر 2.2 مليون على الفرار من ديارهم». وقعت العديد من الهجمات على المباني الدينية والرموز في بلدات مثل فوتشا، حيث دمرت جميع مساجد المدينة. وفي 22 نيسان / أبريل 1992، قام الصرب بتفجير مسجد ألادوا، وتضررت ثمانية مساجد أخرى يعود تاريخها إلى القرنين السادس عشر والسابع عشر أو دمرت بالكامل.

### بلغاريا
فيما يلي قائمة بحادثتين في بلغاريا يمكن اعتبارهما حادثتين تحض على الكراهية للإسلام متعلقة بالإسلاموفوبيا:
| التاريخ       | النوع                 | القتلى | الجرحى | الموقع           | التفاصيل | مرتكب الجريمة |
| ------------- | --------------------- | ------ | ------ | ---------------- | --- | ------------- |
| 1 أبريل 2008  | تخريب متعمد للممتلكات | 0      | 0      | صوفيا، بلغاريا   | كتبت كتابات مناهضة للمسلمين على جدران مبنى مكتب المفتي العام. وقال حسين حفيظوف، كبير أمناء مكتب المفتي العام في بلغاريا، إن البنايات الإدارية والمساجد في جميع مكاتب المفتي الإقليمية الإثني عشر - قد تم تدنيسها أكثر من خمسين مرة في السنوات العشر الأخيرة ". وتخريب المساجد والمباني الدينية نادرا ما يؤدي في بلغاريا إلى عمليات اعتقال أو ملاحقة قضائية، وأفاد حفيظوف بأن المخربين تم القبض عليهم في مرتين اثنتين أو ثلاث مرات فقط، وأن "عدد قليل جدا من الجناة من الذين تم القبض عليهم لم يدانوا". | غير معروف     |
| 10 أبريل 2010 | حريق متعمد            | 0      | 0      | كارلوفو، بلغاريا | تم احراق مسجد. ويعتقد أعضاء الجالية المسلمة في كارلوفو ومكتب المفتي العام في بلغاريا أن الحادث كان جريمة كراهية للإسلام متعلق بالإسلاموفوبيا. | غير معروف     |

### كندا
في السنوات الأخيرة، تم الإبلاغ عن هجمات أخرى ضد المسلمين في كيبيك، بما في ذلك التخريب وحوادث الكراهية والكتابة على الجدران. هذه الهجمات تثير الخوف والقلق من التصعيد ضد المسلمين وحقوقهم الدينية.
فيما يلي قائمة بعدد من الحوادث التي وقعت في كندا يمكن اعتبارها بأنها تحض على الكراهية للإسلام متعلقة بالإسلاموفوبيا:
| التاريخ        | النوع                 | القتلى | الجرحى | الموقع                       | التفاصيل | مرتكب الجريمةr                         |
| -------------- | --------------------- | ------ | ------ | ---------------------------- | --- | -------------------------------------- |
| 16 مارس 2006   | هجوم بسلاح ابيض       | 0      | 1      | تورنتو، أونتاريو             | تم مهاجمة إحدى الطالبات المحجبات في دار هارت في جامعة تورنتو في ما يسمى المجلس الكندي للعلاقات الأمريكية الإسلامية وتم اعتباره "حادث متعلق بالإسلاموفوبيا". | غير معروف                              |
| 22 نوفمبر 2011 | هجوم بسلاح ابيض       | 0      | 1      | ميسيساغا، أونتاريو           | تعرضت امرأة مسلمة مع أطفالها لهجوم في مركز تجاري من قبل شخص صاح "اتركى بلدنا، وعودى إلى بلدك." وذكرت السلطات أنها جريمة كراهية، واعتبرت من قبل لجنة أونتاريو لحقوق الإنسان جريمة كراهية ضد الإسلام. | رجل لم يتم ذكر اسمه                    |
| 17 سبتمبر 2013 | هجوم بسلاح ابيض       | 0      | 1      | سانت كاثرينز، أونتاريو       | تعرضت فتاة مسلمة تبلغ من العمر 17 عاما للكم في الأنف، مما أدى لحدوث لنزيف وتم تجريدها من حجابها. | ثلاث نساء لم يتم الكشف عن اسمهن        |
| 19 نوفمبر 2013 | هجوم بسلاح ابيض       | 0      | 1      | مونتريال، كيبك               | تعرضت امرأة مسلمة للضرب وتم دعوتها "بالمهاجرة القذرة"، وقالوا لها "عودى إلى بلدك"، على الرغم من أنها ولدت في كندا. | اثنين من الرجال لم يتم الكشف عن اسمهما |
| ديسمبر 2013    | هجوم بسلاح ابيض       | 0      | 1      | مونتريال، كيبك               | تعرضت امرأة ترتدي الحجاب للاعتداء الجسدى. وذكرالجاني أن "حجابها لا يجعلها تنتمي إلى كيبيك" | امرأة لم يتم ذكر اسمها                 |
| 31 ديسمبر 2013 | التهديد بالقنابل      | 0      | 0      | فانكوفر، كولومبيا البريطانية | وجهت تهديدات بالقنابل ضد مسجد في فانكوفر وتم إجلاء المبنى من قبل السلطات المحلية. | غير معروف                              |
| 26 نوفمبر 2014 | التهديد بالقنابل      | 0      | 0      | مونتريال، كيبك               | وجهت تهديدات بالقنابل ضد مسجد في مونتريال ووجدت الشرطة عبوة مشبوهة. وتم إجلاء 12 مبنى في المنطقة إلى أن أمنت الشرطة العبوة المشبوهة. | غير معروف                              |
| 20 مايو 2014   | محاولة الحرق العمد    | 0      | 0      | مونتريال، كيبك               | حاول رجل رمي زجاجة مولوتوف حارقة من خلال نافذة مسجد، لكن الشرطة أوقفته. وكانت الشرطة تراقب المسجد لأنه كان هدفا لهجمات متعددة. | رجل لم يتم ذكر اسمه                    |
| 26 سبتمبر 2014 | هجوم بسلاح ابيض       | 0      | 6      | كينغستون، أونتاريو           | تعرض ستة طلاب مسلمين في جامعة كوينز للهجوم من قبل أربعة رجال، كان أحدهم يضرب بمضرب البيسبول وكانوا يصيحوا بمختلف النبرات العرقية. وتعرض أحد الطلاب لإصابات جسدية طفيفة. واعتقلت الشرطة رجلين علي صلة بالهجوم واتهمتهما بالاعتداء.                                                                                        | أربعة رجال لم يتم ذكر اسمهم            |
| 4 أكتوبر 2015  | هجوم بسلاح ابيض       | 0      | 1      | مونتريال، كيبك               | تعرضت امرأة حامل ترتدي الحجاب للهجوم من قبل المراهقين، عندما حاولوا سحب حجابها، مما تسبب في سقوطها. | اثنان من المراهقين                     |
| 14 نوفمبر 2015 | حريق متعمد            | 0      | 0      | بيتيربوروغ، أونتاريو         | بعد يوم واحد من هجمات باريس، تم اشعال النار في المسجد الوحيد في بيتربوروغ. واعتبرت الشرطة الحريق المتعمد جريمة كراهية. | غير معروف                              |
| 29 مايو 2016   | هجوم بسلاح ابيض       | 0      | 1      | لندن، أونتاريو               | عانى طالب إيراني في جامعة ويسترن أونتاريو من ارتجاج بعد تعرضه للضرب وتم دعوته على أنه "عربي"، على الرغم من أنه إيراني. وقالت السلطات إنها جريمة كراهية، وقال عمدة لندن إن "رهاب الإسلام (الإسلاموفوبيا) ليس له مكان في كندا".                                                                                            | رجلان لم يتم ذكر اسمهما                |
| 24 أكتوبر 2016 | هجوم بسلاح ابيض       | 0      | 1      | هاميلتون، أونتاريو           | تعرض مراهق مسلم للضرب في هجوم "له صلة بالعرق". | رجلان لم يتم ذكر اسمهما                |
| 27 نوفمبر 2016 | تخريب متعمد للممتلكات | 0      | 0      | سات إيل، كيبك                | تم تخريب مسجد في سات إيل. وكان المسجد قد خرب في وقت سابق من عام 2014. وتشتبه الشرطة في أنها جريمة كراهية. | غير معروف                              |
| 29 يناير 2017  | إطلاق نار             | 6      | 19     | مدينة كيبك، كيبك             | هجوم مسجد كيبيك 2017: وقع اطلاق نار في المركز الثقافي الإسلامي لمدينة كيبيك. وأدان رئيس الوزراء الكندى جاستن ترودو ورئيس وزراء كيبك فيليب كويلارد حادثة اطلاق النار واعتبروه هجوم ارهابى، وعلى الرغم من ذلك عند محاكمة الجاني لم توجه اليه تهمة الارهاب. وصنف الحادث على أنه جريمة من جرائم الكراهية والهجوم على الإسلام | الكسندر بيسونيت                        |

### تشاد
فيما يلي قائمة بحادث في تشاد يمكن اعتباره حادث يحض على كراهية للإسلام متعلق بالإسلاموفوبيا:
| التاريخ     | النوع | القتلى    | الجرحى    | الموقع | التفاصيل                                                               | مرتكب الجريمة |
| ----------- | ----- | --------- | --------- | ------ | ---------------------------------------------------------------------- | ------------- |
| فبراير 1979 | هجمات | 100–1000+ | غير معروف | تشاد   | قتل مئات أو آلاف من الأشخاص في أعمال عنف معادية للمسلمين في جنوب تشاد. | غوغاء تشاديون |

### الصين
فيما يلي قائمة بثلاث حوادث في الصين يمكن اعتبارهم حوادث تحض على الكراهية للإسلام متعلقة بالإسلاموفوبيا:
| التاريخ         | النوع | القتلى | الجرحى | الموقع          | التفاصيل | مرتكب الجريمة  |
| --------------- | ----- | ------ | ------ | --------------- | --- | -------------- |
| فبراير 2003     | هجمات | 0      | 100+   | تشينغهاي، الصين | قام التبتيين باثارة أعمال شغب ضد قومية هوي المسلمة، حيث قاموا بتدمير المحلات التجارية والمطاعم المملوكة لقومية هوى. وأصيب مئات الأشخاص.                             | شعب التبت      |
| 10-24 مارس 2008 | هجمات | 18     | 383    | التبت، الصين    | اضطرابات التبت 2008: تم احراق المسجد الرئيسي في لاسا من قبل التبتيين وتعرض مسلمي قومية هوى الصينية لاعتداءات عنيفة من قبل الشعب التبتي.                             | شعب التبت      |
| 8 أكتوبر 2012   | هجمات | 0      | 12+    | مولانج، الصين   | هاجم غوغاء من حوالي 200 من رهبان التبت عشرات الدنغانيين (قومية مسلمي هوي) في مقاطعة لوكو بمقاطعة قانسو، ردا على طلب الجالية المسلمة الصينية ببناء مسجد في المقاطعة. | رهبان من التبت |

### جمهورية أفريقيا الوسطى
فيما يلي قائمة بحادث في جمهورية أفريقيا الوسطى يمكن اعتباره حادث يحض على كراهية للإسلام متعلق بالإسلاموفوبيا:
| التاريخ       | النوع     | القتلى | الجرحى | الموقع                          | التفاصيل | مرتكب الجريمة |
| ------------- | --------- | ------ | ------ | ------------------------------- | --- | ------------- |
| 24 يونيو 2014 | إطلاق نار | 17     | 0      | بومبارى، جمهورية أفريقيا الوسطى | قتلت مجموعة مسلحة 17 شخصا من شعب الفولانى المسلمين في معسكر للنازحين بسبب الحرب الأهلية الجارية في جمهورية أفريقيا الوسطى. بعض الجثث تم تشويهها وإحراقها من قبل المهاجمين. | أنتي بالاكا   |

### الدنمارك
فيما يلي قائمة بثلاث حوادث في الدنمارك يمكن اعتبارها حوادث تحض على كراهية للإسلام متعلقة بالإسلاموفوبيا:
| التاريخ        | النوع           | القتلى | الجرحى | الموقع             | التفاصيل | مرتكب الجريمة                       |
| -------------- | --------------- | ------ | ------ | ------------------ | --- | ----------------------------------- |
| 30 سبتمبر 2005 | غير واضح        | 0      | 0      | الدنمارك           | الرسوم الكاريكاتورية المسيئة للنبى محمد في صحيفة يولاندس بوستن: في تقرير أعدته لجنة الأمم المتحدة لحقوق الإنسان صدر في 7 مارس 2006، ذكر دودو ديين أن نشر الرسوم الكاريكاتورية في صحيفة يولاند بوستن المسيئة للنبى محمد أنها أثارت الجدل حول "صعود موجة الإسلاموفوبيا أو ازدياد العنصرية والتمييز العنصري". | صحيفة يولاندس بوستن                 |
| 19 مارس 2008   | هجوم بسلاح ابيض | 1      | 0      | كوبنهاغن، الدنمارك | تعرض مراهق شاب يبلغ من العمر 16 عاما من أصل تركي لاعتداءات لفظية من قبل ثلاث مراهقين دنماركيين، ثم تعرض للضرب حتى الموت باستخدام مضارب البيسبول. | ثلاثة مراهقين لم يتم الكشف عن اسمهم |
| 2 يونيو 2008   | هجوم بسلاح ابيض | 0      | 1      | كوبنهاغن، الدنمارك | قاسم سعيد أحمد، الناطق الرسمي السابق لجمعية الإيمان الإسلامي، حيث تم ضربه بشدة بعد أن سئل عما إذا كان إماما. | غير معروف                           |

### فرنسا

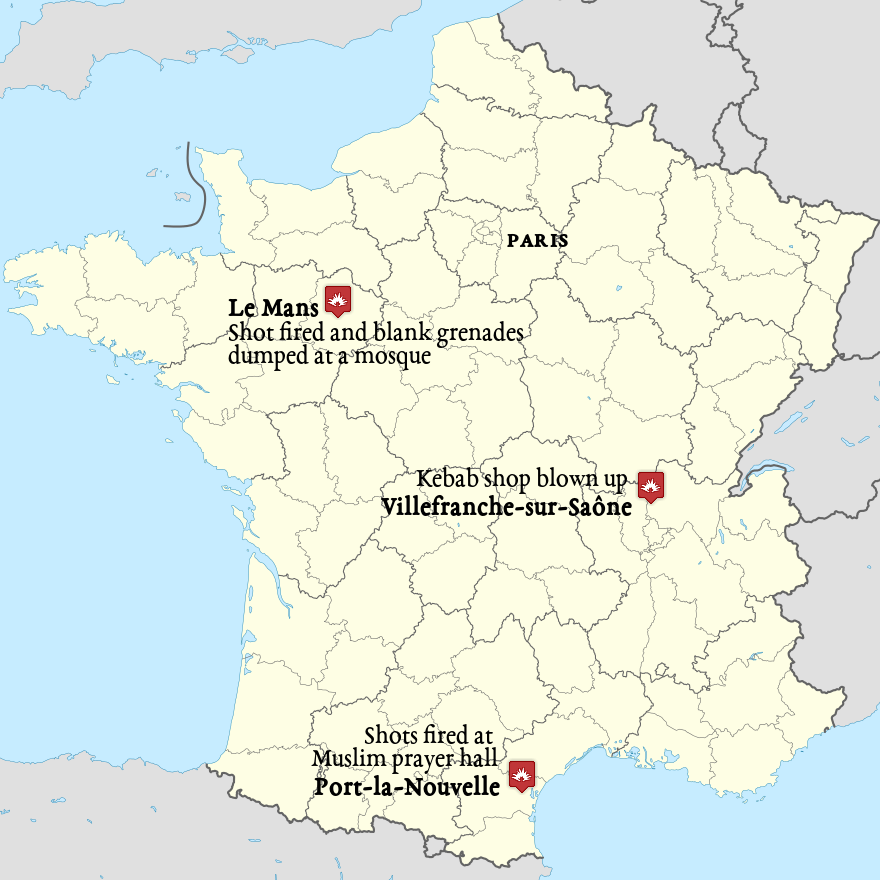
تم الهجوم على مسجدين ورجل أعمال مسلم في فرنسا في كانون الثاني / يناير 2015.

في عام 2010 حظرت فرنسا أغطية الوجه بما في ذلك ارتداء النساء المسلمات للنقاب. وأبلغت الجمعية الفرنسية ضد الإسلاموفوبيا عن "انفجارأو ازدياد كبير" في عدد الاعتداءات الجسدية على النساء اللاتي يرتدن النقاب. وقالت كنزا دريدر، وهي متظاهرة محتجة ضد القانون: "أنه يتم تعرضها للإهانة من ثلاث إلى أربع مرات في اليوم، ويقول معظمهم:" عودى إلى ديارك"، ويقول البعض:" سنقتلك ". قال أحدهم: "سنفعل لك ما فعلناه لليهود."... أشعر أنني أعرف الآن ما ذهبت اليه النساء اليهوديات قبل الاحتلال النازي لفرنسا، حيث أنهم عندما كانوا يخرجن في الشارع يتم التعرف عليهن بسبب ملابسهم، "لقد حدث ذلك". بعد إطلاق النار في جريدة شارلي ابدو في يناير 2015، كانت هناك تقارير عن هجمات على المساجد والمواطنين المسلمين في جميع أنحاء البلاد.
فيما يلي قائمة بثلاثة عشر حادثة في فرنسا يمكن اعتبارها حوادث تحض على كراهية للإسلام متعلقة بالإسلاموفوبيا:
| التاريخ                        | النوع                        | القتلى | الجرحى | الموقع                      | التفاصيل | مرتكب الجريمة                          |
| ------------------------------ | ---------------------------- | ------ | ------ | --------------------------- | --- | -------------------------------------- |
| 4 أكتوبر 1972 – 19 ديسمبر 1988 | هجوم بالقنابل                | 1      | 16     | مختلف المدن الفرنسية، فرنسا | التفجيرات المناهضة للمسلمين في باريس وكان ونيس: أسفرت سلسلة من التفجيرات الثلاثة عن مقتل واحد وإصابة 16 آخرين في المدن الفرنسية في باريس وكان ونيس على يد مهاجمين من النازيين الجدد.                                                                                       | الحزب الوطني الفرنسي الأوروبي          |
| 21 فبراير 1995                 | إطلاق نار                    | 1      | 0      | مارسيليا، فرنسا             | مقتل إبراهيم علي: إبراهيم علي وهو فرنسي يبلغ من العمر 17 عاما يرجع أصله إلى جزر القمر، أصيب برصاص ثلاثة متطرفين يمينيين متطرفين. | الجبهة الوطنية (فرنسا)                 |
| 1 مايو 1995                    | غرق قسري                     | 1      | 0      | باريس، فرنسا                | مقتل إبراهيم بوعرام: غرق إبراهيم بوعرام وهو مهاجر مغربي، بعد أن دفعه ثلاثة متطرفين يمينيين في نهر السين. | الجبهة الوطنية (فرنسا)                 |
| 21 فبراير 2005                 | تخريب متعمد للممتلكات        | 0      | 0      | باريس، فرنسا                | قام عدد من المخربين برسم الصليب المعقوف والاشارات النازية الأخرى على جدران المسجد الكبير في جنوب شرق باريس. ووصف دليل ابوبكر مدير المسجد التخريب على أنه إيسلاموفوبيا. | غير معروف                              |
| 6 أبريل 2008                   | تخريب متعمد للممتلكات        | 0      | 0      | أراس، فرنسا                 | تم تدنيس 148 من المقابر الإسلامية في مقبرة نوتردام دو لوريت وهى أكبر مقبرة خاصة بضحايا الحرب العالمية الأولى في فرنسا. وأدان الرئيس نيكولا ساركوزي الهجوم ووصفه بأنه "عمل بغيض" و "معظم أنواع العنصرية غير المقبولة".                                                      | غير معروف                              |
| 20 أبريل 2008                  | حريق متعمد                   | 0      | 1      | تولوز، فرنسا                | تم تدمير مسجد السلام بعد أن تم اشعال النيران فيه. وتشتبه الشرطة في أنها جريمة كراهية. | ثمانية رجال لم يتم الكشف عن اسمهم      |
| 24 يوليو 2008                  | هجوم بسلاح ابيض              | 0      | 1      | الإيفلين، فرنسا             | تعرض نورالدين رشيدي وهو مولود في فرنسا ويبلغ من العمر 30 عاما للضرب بعد أن سئل عما إذا كان مسلما. | اثنين من الرجال لم يتم الكشف عن اسمهما |
| 13 ديسمبر 2009                 | تخريب متعمد للممتلكات        | 0      | 0      | كاستر، فرنسا                | تم تخريب مسجد كاستر في جنوب فرنسا في الليل. وتم رسم الصليب المعقوف بالطلاء الأسود، وتم كتابة "سيغ هيل" باللغة الألمانية وتعنى ان "فرنسا إلى الفرنسيين" بالفرنسية، و "السيادة للبيض" باللغة الإنجليزية على جدران المسجد. بالإضافة إلى ذلك، تم تعليق أقدام خنزير على المسجد. | غير معروف                              |
| 23 سبتمبر 2010                 | تخريب متعمد للممتلكات        | 0      | 0      | ستراسبورغ، فرنسا            | تم تدمير أو كسر أكثر من 30 قبر، وتم رسم الصليب المعقوف على مسارات الحصى في مقبرة للمسلمين. وندد العمدة المحلي ووصف التخريب بأنه "عمل عنصري لا يطاق". | غير معروف                              |
| 14 أكتوبر 2010                 | هجوم بسلاح ابيض              | 0      | 1      | باريس، فرنسا                | تعرضت امرأة إماراتية تبلغ من العمر 26 عاما ترتدي النقاب لهجوم من قبل شخص قال لاحقا: "أجد أنه من غير المقبول أن يرتدي شخص النقاب في بلد حقوق الإنسان". | امرأة لم يتم ذكر اسمها                 |
| 14 يناير 2015                  | طعن بسكين                    | 1      | 1      | لو بيوسيت، فرنسا            | تم طعن محمد المكولي حتى الموت في المنزل من قبل جاره الذي يبلغ من العمر 28 عاما وكان يصرخ ويقول "أنا إلهك، أنا إسلامك". وتعرضت زوجته نادية لإصابات في اليدين أثناء محاولتها لإنقاذه.                                                                                        | توماس جامبيت                           |
| 24-28 ديسمبر 2015              | أعمال شغب                    | 0      | 0      | أجاكسيو، فرنسا              | الاحتجاجات الكورسيكية 2015: أحرقت قاعة صلاة المسلمين واهانة القرآن الكريم في أعقاب مسيرات للقوميين الكورسيكيين. | القومية الكورسيكية                     |
| 13 مارس 2017                   | خطف، هجوم بسلاح ابيض، اغتصاب | 0      | 1      | مارسيليا، فرنسا             | زاك أوستمان وهو ناشط جزائري في مجال حقوق المثليات والمثليين ومزدوجي الميل الجنسي ومغايري الهوية الجنسية يبلغ من العمر35 عاما، اختطف واغتصبه رجلان، أحدهما قال: "أنت الناس ... تكره ترامب، وتستمع إلى الموسيقى السوداء والعربية".                                           | رجل إنجليزي /رجل أمريكي                |

### ألمانيا
فيما يلي قائمة بعدد من الحوادث التي وقعت في ألمانيا يمكن اعتبارها بأنها تحض على الكراهية للإسلام متعلقة بالإسلاموفوبيا:
| التاريخ                       | النوع         | القتلى  | الجرحى | الموقع                         | التفاصيل | مرتكب الجريمة                           |
| ----------------------------- | ------------- | ------- | ------ | ------------------------------ | --- | --------------------------------------- |
| 28 مايو 1993                  | حريق متعمد    | 5       | 14     | زولينغن، شمال الراين-وستفاليا  | هجوم زولينغن المتعمد في عام 1993: كان هجوم زولينغن المتعمد في عام 1993 من أشد حالات العنف ضد الأجانب في ألمانيا الحديثة. وفي ليلة 28 ايار / مايو إلى 29 ايار / مايو 1993، اشعل اربعة رجال من الشبان الالمان (تتراوح اعمارهم بين 16 و 23 عاما) ينتمون إلى اليمين المتطرف والنازيين الجدد النار في منزل عائلة تركية كبيرة في زولينغن في شمال الرين-ويستفاليا في ألمانيا. وتوفيت ثلاث فتيات وامرأتان. أصيب أربعة عشر من أفراد الأسرة الآخرين، بمن فيهم عدد من الأطفال، بجراح، بعضها أصيب بشدة. وأدى الهجوم إلى احتجاجات عنيفة من قبل الأتراك في العديد من المدن الألمانية وإلى مظاهرات كبيرة من الألمان أعربوا عن تضامنهم مع الضحايا الأتراك. | أربعة من النازيين جدد                   |
| 9 سبتمبر 2000 – 25 أبريل 2007 | إطلاق نار     | 10      | 1      | مختلف المدن الألمانية، ألمانيا | جرائم القتل المتسلسلة في البوسفور: ارتكبت جماعة نازية من النازيين الجدد عدة جرائم حيث تم قتل عدد من الأتراك والأكراد العرقيين. واكتشفت الشرطة قائمة من 88 شخصا تضمنت "عضوين بارزين في البوندستاغ وممثلين عن الجماعات التركية والإسلامية". | الجبهة الوطنية الاشتراكية السرية        |
| 9 يونيو 2004                  | هجوم بالقنابل | 0       | 22     | كولونيا، شمال الراين-وستفاليا  | انفجار كولونيا 2004: أصيب 22 شخصا عندما انفجرت قنبلة في منطقة تجارية ذات كثافة سكانية من المهاجرين الأتراك في كولونيا. وقد تم تدمير متجر للحلاقة تماما وتضررت العديد من المتاجر الأخرى والعديد من السيارات المتوقفة بشدة بسبب الانفجار. | الجبهة الوطنية الاشتراكية السرية        |
| 10 ديسمبر 2007                | حريق متعمد    | 0       | 0      | لاوينغن، بافاريا               | أطلق النار على مسجد بعد أن ألقى أحدهم زجاجة مولوتوف عليه. | غير معروف                               |
| 11 ديسمبر 2007                | حريق متعمد    | 0       | 0      | لينداو، بافاريا                | تم تشويه مسجد بالكتابات النازية الجديدة والصلبان المعقوفة. | غير معروف                               |
| 1يوليو 2009                   | طعن بسكين     | 1       | 1      | درسدن، ساكسونيا                | مقتل مروة الشربيني: تم طعن مروة الشربيني حتى الموت في قاعة محكمة في درسدن بألمانيا. كانت قد قدمت للتو أدلة ضد مهاجمها الذي استخدم الشتائم ضدها لأنها ترتدى الحجاب الإسلامي. وأصيب زوجها علوي علي عكاز بجراح خطيرة خلال الحادث، وتلقى ما لا يقل عن 16 طعنة في الرأس، الرقبة والجزء العلوي من الجسم والذراع. | أليكس وينز                              |
| يناير 2010–2011               | حريق متعمد    | 0       | 0      | برلين                          | تم حرق ثلاثة من المساجد المختلفة من قبل نفس الرجل. | رجل لم يتم ذكر اسمه                     |
| 22 يوليو 2016                 | إطلاق نار     | 10 (+1) | 36     | ميونخ، بافاريا                 | هجوم ميونخ 2016: وقع اطلاق النار في محيط مركز أولمبيا للتسوق في حي موساش في ميونيخ بألمانيا. وقد لقى عشرة اشخاص من بينهم الجاني مصرعهم واصيب 36 اخرون. والدافع وراء إطلاق النار قيد التحقيق، ولكن الجاني قد أعرب عن الإعجاب لجبهة اليمينفى ألمانيا وخاصة حزب البديل من أجل ألمانيا، وأعلن أنه "قومي جدا"، مرارا وتكرارا يعلن عن الاعتداءات المناهضة لتركيا. وادعى السكان المحليين الذين يعرفونه قالوا انه يعتبر نفسه جزءا من العرق الآري، في حين ذكرت صحيفة الجارديان روايات من معارف سونبولي الذي قال انه يتفاخر عن تقاسم نفس يوم عيد ميلاد أدولف هتلر ووصفه بأنه "جائزة".                                                                | ديفيد سونبولي (ولد تحت اسم علي سونبولي) |
| 27 سبتمبر 2016                | هجوم بالقنابل | 0       | 0      | درسدن، ساكسونيا                | وقعت اعتداءات بالقنابل على مسجد ومركز للمؤتمرات في مدينة درسدن (شرق ألمانيا). وقالت الشرطة إن الدافع يبدو أنه بسبب كراهية الأجانب والتعصب القومي. | نينو ك                                  |

### اليونان
فيما يلي قائمة بثلاث حوادث في اليونان يمكن اعتبارهم حوادث تحض على الكراهية للإسلام متعلقة بالإسلاموفوبيا:
| التاريخ       | النوع                 | القتلى   | الجرحى                           | الموقع                                  | التفاصيل | مرتكب الجريمة                    |
| ------------- | --------------------- | -------- | -------------------------------- | --------------------------------------- | --- | -------------------------------- |
| فبراير 1897   | هجوم بسلاح ابيض       | 850–1000 | 0 + (4000 تم تهجيرهم إلى كاندية) | لاسيثي، جزيرة كريت (تحت الحكم العثمانى) | مذابح لاسيثي: قتل مسلمين كريتيين أتراك محليون من قبل المسيحيين المحليين في مقدمة الحرب اليونانية التركية عام 1897.                                                                              | مسيحيون من جزيرة كريت            |
| 8 أكتوبر 2010 | تخريب متعمد للممتلكات | 0        | 0                                | كوموتيني، اليونان                       | تم تدنيس مقبرة إسلامية وتحطيم شواهد القبور من قبل نحو 30 عضوا من الأقلية التركية الذين يعيشون في المدينة. وسرعان ما أدان المتحدث باسم الحكومة هذا الفعل، وعزا التخريب إلى مجموعة كراهية هامشية. | غير معروف                        |
| 3 سبتمبر 2015 | هجوم بسلاح ابيض       | 0        | العديد من الجرحى                 | جزيرة كوس، اليونان                      | مجموعة من الناس الذين يصفون بالخفافيش يهاجمون المسلمين في جزيرة كوس، في حين كانو يصرخون "عودوا إلى بلادكم" وغيرها من الشتائم. كما هددوا النشطاء المحليين من المسلمين.                           | 15- 25 شخص لم يتم الكشف عن اسمهم |

### العراق
فيما يلي قائمة بحادثة في العراق يمكن اعتبارها حادثة تحض على الكراهية للإسلام متعلقة بالإسلاموفوبيا:
| التاريخ      | النوع           | القتلى | الجرحى | الموقع         | التفاصيل | مرتكب الجريمة                             |
| ------------ | --------------- | ------ | ------ | -------------- | --- | ----------------------------------------- |
| 7 أبريل 2007 | هجوم بسلاح ابيض | 1      | 0      | بعشيقة، العراق | مقتل دعاء خليل أسود: تم رجم دعاء خليل أسود (17 عاما)، وهي فتاة كردية عراقية من الإيزيديين، بالحجارة أمام غوغاء من حوالي 2000 رجل في عام 2007، لأنها كانت بسبب تحولها إلى الدين الإسلامى. | ثمانية أو تسعة رجال لم يتم الكشف عن اسمهم |

### فلسطين والأراضى العربية المحتلة (إسرائيل)
فيما يلي قائمة بعدد من الحوادث التي وقعت في فلسطين والأراضى العربية المحتلة (إسرائيل) يمكن اعتبارها بأنها تحض على الكراهية للإسلام متعلقة بالإسلاموفوبيا:
| التاريخ          | النوع                 | القتلى  | الجرحى | الموقع                                   | التفاصيل | مرتكب الجريمة                                                      |
| ---------------- | --------------------- | ------- | ------ | ---------------------------------------- | --- | ------------------------------------------------------------------ |
| 25 فبراير 1994   | إطلاق نار             | 29 (+1) | 125    | الخليل، فلسطين                           | مذبحة الحرم الإبراهيمي: فتح مسلح النار على عدد كبير من المسلمين الفلسطينيين الذين تجمعوا للصلاة داخل الحرم الإبراهيمي في الخليل. وفي وقت لاحق، تم التغلب على مرتكب الجريمة والضرب حتى الموت على يد الناجين من المذبحة. | باروخ جولدشتاين                                                    |
| 3 مايو 2010      | حريق متعمد            | 0       | 0      | نابلس، فلسطين                            | تم تدمير مسجد في الضفة الغربية في حريق متعمد. وفي الأشهر السابقة، تعرضت المساجد الأخرى للهجوم؛ وتم تخريب بعضهم مع الكتابة على الجدران باللغة العبرية وغيرها من المساجد التي دمرت أو تضررت من الحرائق في الماضي.        | مستوطنون إسرائيليون                                                |
| 10 يونيو 2010    | تخريب متعمد للممتلكات | 0       | 0      | كريات طبعون، الأراضى المحتلة (إسرائيل)   | في شمال إسرائيل رسمت على جدران المساجد نجمة داود، وكذلك رسائل مثل "ستكون هناك حرب عليكم من اليهود والسامرة" و "وهذا السجد سوف يهدم".                                                                                   | أربعة طلاب من مدارس يشيفا اليهودية                                 |
| 16–17 أغسطس 2012 | هجوم بسلاح ابيض       | 0       | 3      | القدس الغربية، الأراضى المحتلة (إسرائيل) | هجوم ميدان صهيون: تعرض أربعة مراهقين فلسطينيين للضرب من قبل عشرات المراهقين الإسرائيليين الذين هتفوا "الموت للعرب". | 10-15 من المراهقين الإسرائيليين                                    |
| 2 يوليو 2014     | خطف، هجوم بسلاح ابيض  | 1       | 0☢     | شعفاط، الأراضى المحتلة (إسرائيل)         | خطف وقتل محمد أبو خضير: اختطف محمد أبو خضير البالغ من العمر 16 عاما بالقرب من أحد المساجد، ثم عثر عليه لاحقا في حى جيفات شاؤول.                                                                                        | مستوطن يدعى يوسف بن ديفيد و 2 من المستوطنين الآخرين في سن المراهقة |
| 31 يوليو 2015    | حريق متعمد            | 3       | 1      | دوما (نابلس), فلسطين                     | حرق عائلة الدوابشة : قتل أفراد عائلة الدوابشة عندما أحرق مهاجمون ملثمون منزلهم. | أميرام بن أوليل و 3 من المستوطنين الإسرائيليين آخرين               |

### الهند
أسفرت الاشتباكات الدينية الحديثة المتقطعة في الهند الحديثة، التي شهدت ولادة نفسها تشوبها أعمال الشغب الدينية التي وقعت خلال تقسيمها. ومنذ ذلك الحين، شهدت الهند حوادث عنف شارك فيها غالبية السكان الهندوس والسكان الأقلية المسلمة في سلسلة من أعمال الشغب الطائفية، واحدة منها أعمال شغب بهاغالبور عام 1989، مما أدى إلى وفاة 900-1000 مسلم وترك 50000 النازحين. وفي الآونة الأخيرة، شهدت الهند أيضا توترات بين الهندوس والمسلمين في أحداث عنف كجرات عام 2002؛ ردا على حرق قطار بجودهرا، قام الحزب الوطني فيشفا باريشاد الهندوسي بتنظيم احتجاجات تحولت على الفور إلى أعمال عنف. وبعد أيام من أعمال الشغب والعنف، قدر أن 790 مسلما و 254 هندوسيا قد قتلوا وأصيب 2500 آخرون و 223 مفقودا.
فيما يلي قائمة بعدد من الحوادث التي وقعت في الهند يمكن اعتبارها بأنها تحض على الكراهية للإسلام متعلقة بالإسلاموفوبيا:
| التاريخ                      | النوع             | القتلى  | الجرحى | الموقع                  | التفاصيل | مرتكب الجريمة                                     |
| ---------------------------- | ----------------- | ------- | ------ | ----------------------- | --- | ------------------------------------------------- |
| 27 أغسطس 2004                | هجوم بالقنابل     | 0       | 18     | جالنا، الهند            | تفجير مسجد جالنا 2004: انفجرت قنبلتان منفصلتان في أحد المساجد المحلية مما أدى إلى اصابة 18 شخصا. | القومية الهندوسية                                 |
| 8 سبتمبر 2006                | هجوم بالقنابل     | 37      | 125+   | ماليجوان، الهند         | تفجيرات ماليغاون 2006: انفجرت سلسلة من القنابل في ضريح إسلامي. وكان الهجوم قد وقع في يوم السبت في بارات، وكان معظم الضحايا من الحجاج المسلمين. | جماعة أبهيناف بهارات                              |
| 11 أكتوبر 2007               | هجوم بالقنابل     | 3       | 17     | أجمير، الهند            | تفجير أجمير درقاعة: انفجرت قنبلة في درقاعة في ضريح الشيخ الصوفى معين الدين الجشتي. | راشتريا سوايامزيفاك سانغ                          |
| 29 سبتمبر 2008               | تفجير دراجة نارية | 8       | 80     | ماليجوان / مودسا، الهند | تفجيرات غرب الهند 29 سبتمبر 2008: قتل ثمانية أشخاص وأصيب 80 آخرون عندما انفجرت قنبلتان من قبل متطرفين هندوسيين خلال شهر رمضان. | جماعة أبهيناف بهارات وغيرها من الجماعات الهندوسية |
| 27 أغسطس 2013–17 سبتمبر 2013 | هجمات             | 62      | 93     | موزافارنجر، الهند       | أعمال شغب موزفرناجار 2013: أدت المواجهات بين الطوائف الهندوسية والمسلمة إلى مقتل وإصابة العديد من الناس. | جماعة أبهيناف بهارات وغيرها من الجماعات الهندوسية |
| 1–3 مايو 2014                | إطلاق نار         | 33 (+3) | 2+     | آسام، الهند             | أحداث عنف أسام مايو 2014: تم الاشتباه في أن مقاتلين الجبهة الوطنية الديمقراطية لبودولاند قاموا بقتل 33 من القرويين المسلمين البنغاليين في أسام. والدافع وراء الهجوم هو الانتقام لعدم التصويت لقومية البودوويون في الانتخابات.                                                                                  | الجبهة الوطنية الديمقراطية لبودولاند (مشتبه بها)  |
| 2 يونيو 2014                 | هجوم بسلاح ابيض   | 1       | 0      | بونه، الهند             | قضية قتل بيون تيشي: قتل شاب مسلم يبلغ من العمر 24 عاما يدعى محسن شيخ من قبل القوميين الهندوس. | الهندوتفا                                         |
| 28 سبتمبر 2015               | هجوم بسلاح ابيض   | 1       | 1      | دادرى، الهند            | قتل دادري 2015: قتل محمد أخلاق وهو مسلم حتى الموت على أيدي غوغاء من القرويين بعد اتهامه أحد جيرانه بسرقة وذبح عجل بقرة مفقود. وقد أصيب ابنه البالغ من العمر 22 عاما الدنماركي بجراح خطيرة خلال الحادث. | القومية الهندوسية                                 |
| 18 مارس 2016                 | هجوم بسلاح ابيض   | 2       | 0      | لاتيهار، الهند          | أعمال شغب جهارخاند 2016: قتل اثنان من تجار الماشية المسلمين حتى الموت من قبل جماعة حماية البقر فيجيلانتس في جهارخاند. | جماعة حماية البقر فيجيلانتيس                      |
| 26 مارس 2017                 | هجوم بسلاح ابيض   | 2       | 10     | باتان، الهند            | أعمال شغب باتان 2017: تعرض مسلمون لهجوم من قبل الغوغاء الهندوس في قرية فادافالي في منطقة باتان في ولاية غوجارات. | مجموعة من الهندوس                                 |
| 5 أبريل 2017                 | هجوم بسلاح ابيض   | 1       | 6      | الوار، الهند            | أعمال شغب ألوار 2017: قام غوغاء يقدرعددهم بحوالي 200 من جماعة حماية البقر فيجيلانتيس اعتدوا على مجموعة من المسلمين كانوا ينقلون الماشية في شمال الهند. وتم القبض على 11 رجلا ينقلون الماشية واتهموا بتهريب الحيوانات. ولم يتم اعتقال أي من المهاجمين في جماعة حماية البقر فيجيلانتيس، ولكن تم فتح قضية جنائية. | 200 فرد من جماعة حماية البقر فيجيلانتيس           |
| 7 أبريل 2017                 | هجوم بسلاح ابيض   | 1       | 0      | جوملا، الهند            | قتل محمد شاليك وهو رجل مسلم يبلغ من العمر 20 عاما حيث تم ربطه بشجرة وجلده حتى الموت لكونه كان في علاقة حب مع امرأة هندوسية. | ثلاثة رجال لم يتم الكشف عن اسمهم                  |
| 2 مايو 2017                  | هجوم بسلاح ابيض   | 2       | 0      | جوملا، الهند            | قام عدد من الغوغاء في الهند بالضرب حتى الموت لاثنين من المسلمين الذين اشتبه في ذبحهم للأبقار. | 20 من جماعة حماية البقر فيجيلانتيس                |

### أندونيسيا
في عهد الرئيس سوهارتو خلال عهد النظام الجديد في اندونيسيا تم قمع الإسلاميين، وتم اضطهاد المسلمين المتدينيين بنشاط من قبل الحكومة الاندونيسية. العديد من الجنرالات المسيحيين الذين خدموا تحت سوهارتو مثل ليوناردوس بنيامين مورداني اضطهدوا بنشاط المسلمين في الجيش الإندونيسي، الذي وصف بأنه «معادي للإسلام»، مع حرمان المسلمين من الترقيات، ومنعهم من الصلاة في الثكنات ومنعهم من حتى استخدام التحية الإسلامية «السلام عليكم»، وهذه السياسات المعادية للإسلام كانت مدعومة تماما من سوهارتو، على الرغم من أن سوهارتو مسلم نفسه، لكنه اعتبر أن نشاط الإسلام السياسي تهديدا لسلطته. وتحدث الجنرال المسيحي ثيو سيافي، الذي خدم أيضا تحت قيادة سوهارتو، تصريحات ضد الإسلام السياسي الذي جاء إلى السلطة في إندونيسيا، وأهان القرآن والاسلام في تصريحات وصفت بأنها كراهية للإسلام.

### إيطاليا
فيما يلي قائمة بثلاث حوادث في إيطاليا يمكن اعتبارهم حوادث تحض على الكراهية للإسلام متعلقة بالإسلاموفوبيا:
| التاريخ                 | النوع         | القتلى | الجرحى | الموقع              | التفاصيل | مرتكب الجريمة |
| ----------------------- | ------------- | ------ | ------ | ------------------- | --- | ------------- |
| 25 يوليو-24 أكتوبر 2007 | حريق متعمد    | 0      | 0      | أبياتغراسو، إيطاليا | تعرض مركز ألف باء الإسلامي لمحاولة الحرق في ثلاث مرات مختلفة: مرة واحدة في يوليو، مرة واحدة في أغسطس، ومرة واحدة في أكتوبر. | غير معروف     |
| 5 أغسطس 2007            | حريق متعمد    | 0      | 0      | سغراتي، إيطاليا     | هوجم مسجد وتم تدمير سيارة الإمام.                                                                                           | غير معروف     |
| يونيو 2008              | هجوم بالقنابل | 0      | 0      | ميلانو، إيطاليا     | ألقيت قنبلتان يدويتان على المركز الإسلامي، مما أدى إلى تدمير البوابة الرئيسية. وحدث هجوم مماثل آخر بعد أسبوعين.             | غير معروف     |

### كوسوفو
فيما يلي قائمة بحادثتين في كوسوفو يمكن اعتبارهما حادثتين تحض على الكراهية للإسلام متعلقة بالإسلاموفوبيا:
| التاريخ      | النوع                 | القتلى | الجرحى | الموقع             | التفاصيل | مرتكب الجريمة |
| ------------ | --------------------- | ------ | ------ | ------------------ | --- | ------------- |
| 5 أغسطس 2007 | تخريب متعمد للممتلكات | 0      | 0      | غازى مستان، كوسوفو | تم تدنيس قبرين في مقبرة خاصة بالمسلمين. | غير معروف     |
| 7 أغسطس 2007 | حريق متعمد            | 0      | 0      | شاكباج، كوسوفو     | تعرض مركز ألف باء الإسلامي قد تعرض لمحاولة الحرق في ثلاث مرات مختلفة: مرة واحدة في يوليو / تموز، مرة واحدة في أغسطس / آب، ومرة واحدة في أكتوبر / تشرين الأول. | غير معروف     |

### ميانمار
فيما يلي قائمة بعدد من الحوادث في ميانمار يمكن اعتبارها تحض على الكراهية للإسلام متعلقة بالإسلاموفوبيا:
| التاريخ                      | النوع      | القتلى   | الجرحى                   | الموقع                   | التفاصيل | مرتكب الجريمة                        |
| ---------------------------- | ---------- | -------- | ------------------------ | ------------------------ | --- | ------------------------------------ |
| 26 مايو 1930                 | هجمات      | 120–200+ | 900 –2,000               | بورما البريطانية، يانغون | أعمال شغب يانغون 1930: انفجرت عدة أعمال شغب مناهضة للهنود ومناهضة للمسلمين في يانغون ومدن وموانئ بورمية مختلفة عقب ضربة هائلة لشركات هندية بدأت في ميناء يانغون. | برماويون                             |
| 26 يوليو 1938                | هجمات      | 204      | 1,000                    | بورما البريطانية، يانغون | اندلعت أعمال شغب متعددة معادية للمسلمين مرة أخرى في بورما. وكان التحريض ضد المسلمين والبريطانيين بقيادة الصحف البورمية. | برماويون                             |
| 16 مارس 1997                 | هجمات      | 3        | غير معروف                | ماندالاي، ميانمار        | أعمال شغب ماندالاي 1997: قامت مجموعة من الغوغاء تتكون من 1000-1500 من الرهبان البوذيين بمهاجمة المساجد والمنازل والمحلات الإسلامية ومركبات النقل للهجوم. وأسفرت عن مقدار كبير من الأضرار والدمار والنهب وحرق الكتب الدينية. | رهبان بوذيون                         |
| مايو 2001 – مايو 2002        | هجمات      | 88       | غير معروف                | تاونجو، ميانمار          | اندلعت أعمال شغب مناهضة للمسلمين في تاونجو أسفرت عن مقتل حوالي 200 مسلم وتدمير 11 مسجدا وإشعال النار في أكثر من 400 منزل. وفي 15 أيار / مايو في اليوم الأول من الانتفاضات المناهضة للمسلمين وقتل نحو 20 مسلما كانوا يصلون في جامع هان ثا وجرح بعضهم حتى الموت على يد القوات الموالية للجنغتا. وظلت المساجد في تاونجو مغلقة اعتبارا من مايو 2002. واضطر المسلمون للعبادة في منازلهم. ويشكو الزعماء المسلمون المحليون من أنهم ما زالوا يتعرضون للمضايقات. بعد العنف، انتقل العديد من المسلمين المحليين من تاونجو إلى المدن القريبة وإلى المدن البعيدة مثل يانغون. بعد يومين من العنف تدخل الجيش وانتهى العنف فورا. | رهبان بوذيون                         |
| 8 يونيو 2012                 | هجمات      | 200+     | غير معروف + 100.000 نازح | راخين، ميانمار           | أعمال عنف ولاية راخين 2012: قتل العديد من المسلمين في راخين في أعمال العنف الطائفي في الولاية. | رهبان بوذيون                         |
| 20 مارس 2013 – 2 أكتوبر 2013 | هجمات      | 50       | 80+                      | مختلف المدن، ميانمار     | أعمال العنف في ميانمار ضد المسلمين 2013: وقعت سلسلة من أعمال العنف وأعمال الشغب في جميع أنحاء البلاد التي تستهدف المسلمين. | رهبان بوذيون                         |
| 2 يوليو 2014                 | هجمات      | 2        | 12+                      | ماندالاي، ميانمار        | بدأت مجموعة من الغوغاء مجموعة من الأعمال الانتقامية تتكون من 300 شخص برمي الحجارة والطوب في كشك الشاي. وذهب الغوغاء لمهاجمة المحلات التجارية والمواصلات الإسلامية، والهتاف بالشعارات المعادية في المناطق السكنية الإسلامية. وقتل رجلان - بوذي واحد ومسلم واحد. وقد فرض حظر التجول في 3 يوليو / تموز. | مجموعة من الغوغاء لم يتم ذكر أسمائهم |
| 23 يونيو 2016                | حريق متعمد | 0        | 0                        | باغو، ميانمار            | قامت مجموعة من الغوغاء بحرق مسجد في منطقة باغو، على بعد حوالي 60 كم شمال شرق العاصمة يانغون. | مجموعة من الغوغاء لم يتم ذكر أسمائهم |
| 2 يوليو 2016                 | حريق متعمد | 0        | 0                        | هابكانت، ميانمار         | أحرقت مجموعة من الغوغاء مسجدا في شمال ميانمار. | مجموعة من الغوغاء لم يتم ذكر أسمائهم |

### هولندا
فيما يلي قائمة بثلاث حوادث في هولندا يمكن اعتبارها حوادث تحض على الكراهية للإسلام متعلقة بالإسلاموفوبيا:
| التاريخ         | النوع                                     | القتلى | الجرحى | الموقع                             | التفاصيل | مرتكب الجريمة                     |
| --------------- | ----------------------------------------- | ------ | ------ | ---------------------------------- | --- | --------------------------------- |
| مارس–أغسطس 2010 | تخريب متعمد للممتلكات، محاولة الحرق العمد | 0      | 0      | خرونينغن (مقاطعة خرونينغن), هولندا | تم تخريب مسجد في آذار / مارس. وفي أغسطس / آب تم اشعال حريق متعمد في نفس المسجد ورسمت كتابات هجومية على الجدران.                                                              | غير معروف                         |
| 27 فبراير 2016  | حريق متعمد                                | 0      | 0      | أنسخديه (مقاطعة أوفرايسل), هولندا  | ألقى خمسة رجال قنبلتين مولوتوف علي أحد المساجد. وكان نحو 30 شخصا، من بينهم أطفال، داخل المسجد في ذلك الوقت ولكن لم يصب أحد بجروح. ووصفته المحاكم الهولندية بأنه "عمل إرهابي" | خمسة رجال لم يتم الكشف عن أسمائهم |
| 28 ديسمبر 2016  | حريق متعمد                                | 0      | 0      | كولمبورخ (مقاطعة أوترخت), هولندا   | أضرمت النيران في مبنى مرتبط بجمعية تابعة لأحد الجماعات الإسلامية. واشتبهت الشرطة في أنها جريمة كراهية.                                                                       | غير معروف                         |

### النرويج
فيما يلي قائمة بوقوع حادث واحد في النرويج يمكن اعتباره حادثة الكراهية للإسلام متعلق بالإسلاموفوبيا:
| التاريخ       | النوع                  | القتلى | الجرحى | الموقع                       | التفاصيل | مرتكب الجريمة      |
| ------------- | ---------------------- | ------ | ------ | ---------------------------- | --- | ------------------ |
| 22 يوليو 2011 | تفجير سيارة، إطلاق نار | 77     | 319    | جزيرة أوتويا /أوسلو، النرويج | هجمات النرويج 2011: قام رجل يدعى اندرس بهرنغ بريفيك بارتكاب هجومين في النرويج. وكان الهجوم الأول بانفجار سيارة ملغومة في أوسلو بالقرب من المبنى الرئيسى للحكومة في النرويج، الساعة 15:25:22 (بتوقيت وسط أوروبا الصيفي). وأسفر الانفجار عن مقتل ثمانية أشخاص وجرح 209 أشخاص على الأقل، اثني عشر منهم خطير. وقع الهجوم الثاني بعد أقل من ساعتين في معسكر صيفي في جزيرة أوتويا في تيريفوردن في بوسكرود. تابع لشعبة الشباب بحزب العمال النرويجى الحاكم. بريفيك، وكان يرتدى زي الشرطة المحلية وكان يظهر اوية كاذبة وأخذ العبارة إلى الجزيرة وفتح ا النار على المتواجدين في المعسكر، مما أسفر عن مقتل 68 منهم بشكل مباشر، وإصابة 110 أشخاص على الأقل و55 منهم كان في حالة خطيرة وتوفي الضحية ال 69 في المستشفى بعد يومين من المجزرة. ووصفه المحللون بأنه يحمل آراء معادية للإسلام، وكراهية للإسلام، وكشخص يعتبر نفسه كفارس مخصص لوقف موجة الهجرة الإسلامية إلى أوروبا. وفي بيان نسب له عبرعن معارضته للمسلمين في أوروبا والتي أعتقد أن أسلمة أوروبا كانت دافع له لتنفيذ الهجمات. | أندرس بهرنغ بريفيك |

### الفلبين
فيما يلي قائمة بعدد من الحوادث في الفلبين يمكن اعتبارها حوادث تحض على الكراهية للإسلام متعلقة بالإسلاموفوبيا:
| التاريخ               | النوع                            | القتلى      | الجرحى    | الموقع                   | التفاصيل | مرتكب الجريمة                  |
| --------------------- | -------------------------------- | ----------- | --------- | ------------------------ | --- | ------------------------------ |
| مارس 1970– يناير 1972 | إطلاق نار، طعن بسكين، حريق متعمد | 300+        | غير معروف | مينداناو، الفلبين        | ارتكبت جماعة إيلاغا المتطرفة المسيحية 22 مذبحة أسفرت عن مقتل مئات المدنيين المسلمين. وقامت المجموعة المتطرفة "بتشويه جثث الضحايا" و " وضع العلامات مع الصليب على الجثث". كما أحرقت المجموعة ونهبت العديد من المنازل والممتلكات. | جماعة إيلاغا المتطرفة المسيحية |
| 19 يونيو 1971         | إطلاق نار                        | 70-79       | 17        | كارمن، الفلبين           | مجزرة مانيلي: قتل مجموعة من شعب مورو المسلمين داخل مسجد في مانيلي. حيث تجمع المسلمون في البلدة في مسجدهم للمشاركة في محادثات سلام مفترضة مع الجماعات المسيحية عندما فتحت مجموعة من المسلحين يرتدون الزي العسكري على غرار تلك التي يرتديها أفراد الشرطة الفلبينية النار عليهم. | جماعة إيلاغا المتطرفة المسيحية |
| 24 أكتوبر 1971        | إطلاق نار                        | 40-66       | 0         | ماجسايساى، الفلبين       | مجزرة التاكوب: تم اعدام عدد من مسلمين ماراناو بإجراءات موجزة في نقطة تفتيش عسكرية في تاكوب. | القوات المسلحة الفلبينية       |
| 24 سبتمبر 1974        | إطلاق نار                        | 1,000–1,500 | غير معروف | باليمبانج، الفلبين       | مذبحة ماليسبونغ: وقعت مذبحة ماليسبونغ حيث تم ارتكاب عمليات القتل الجماعي ضد شعب مورو المسلم في 24 سبتمبر 1974 في قرية ماليسبونغ الساحلية في باليمبانج في سلطان كودارات في مينداناو حيث قتلت وحدات من الجيش الفلبيني أكثر من 1000 مسلم. وتقول الحسابات التي جمعها مركز مورو النسائي في مدينة جنرال سانتوس أن 1500 من الذكور الذين تتراوح أعمارهم بين 11 و 70 عاما قتلوا داخل مسجد، وتم احتجاز 3000 امرأة وأطفال تتراوح أعمارهم بين 9 و 60 عاما - حيث تعرضت النساء للاغتصاب وأن 300 منزلا قد تم تدميره حيث وقعت المجزرة بعد عامين من اعلان فيرديناند ماركوس الأحكام العرفية في سبتمبر عام 1972. | القوات المسلحة الفلبينية       |
| 3 نوفمبر 2008         | إطلاق نار                        | 5           | 0         | لاناو ديل نورتي، الفلبين | قتل عدد من المدنيين المسلمين في كمين نصبه جماعة إيلاغا المتطرفة المسيحية. | جماعة إيلاغا المتطرفة المسيحية |

### روسيا
فيما يلي قائمة بعدد من الحوادث في روسيا يمكن اعتبارها حوادث تحض على الكراهية للإسلام متعلقة بالإسلاموفوبيا:
| التاريخ        | النوع                 | القتلى | الجرحى | الموقع               | التفاصيل | مرتكب الجريمة                     |
| -------------- | --------------------- | ------ | ------ | -------------------- | --- | --------------------------------- |
| 21 أغسطس 2006  | هجوم بالقنابل         | 13     | 47     | موسكو، روسيا         | تفجير سوق موسكو2006: انفجرت قنبلة يدوية الصنع في سوق شيركيزوفسكي، واستهدفت بسبب ارتفاع حجم السوق من العملاء من آسيا الوسطى والقوقاز ومعظمهم من المسلمين. واتهم الجناة بالقتل بدوافع عنصرية. | فرد من منظمة المخلص القومية مسلحة |
| 26 أبريل 2007  | هجوم بسلاح ابيض       | 0      | 2      | كوستروما، روسيا      | تعرض الإمام أولوغبك عبدولليف وزوجته، وكلاهما كانا يرتديان ملابس إسلامية مميزة للضرب من قبل الناس الذين صاحوا "عودوا إلى بلدكم المسلم".                                                      | اثنين من الشباب الروس             |
| 15 أغسطس 2007  | إعدام، إطلاق نار      | 2      | 0      | مايكوب، روسيا        | فيديو الحزب الاشتراكي القومي الروسي : صدر فيديو على الإنترنت من مهاجر طاجيكي ورجل داغستانى يتم قطع رأسهم على يد مجموعة من النازيون الجدد الروس.                                             | الحزب الاشتراكي الوطني الروسي     |
| 28 نوفمبر 2007 | تخريب متعمد للممتلكات | 0      | 0      | فلاديمير، روسيا      | قام رجال بإلقاء الحجارة على نوافذ أحد المساجد وكسرها. | أربعة رجال مجهولي الهوية          |
| 1 يناير 2008   | تخريب متعمد للممتلكات | 0      | 0      | سرغيايف بوساد، روسيا | تعرض منزل للصلاة للهجوم بقنابل المولوتوف، وهو الهجوم الثاني في شهرين. | أربعة رجال مجهولي الهوية          |
| يونيو 2010     | تخريب متعمد للممتلكات | 0      | 0      | زلاتؤوست، روسيا      | تم تخريب 15 قبر في مقبرة خاصة بالمسلمين حيث تم تدنيسها. | غير معروف                         |

### سريلانكا
فيما يلي قائمة بعدد من الحوادث في سريلانكا يمكن اعتبارها حوادث تحض على الكراهية للإسلام متعلقة بالإسلاموفوبيا:
| التاريخ              | النوع                                             | القتلى  | الجرحى    | الموقع                                      | التفاصيل | مرتكب الجريمة                                  |
| -------------------- | ------------------------------------------------- | ------- | --------- | ------------------------------------------- | --- | ---------------------------------------------- |
| 28 مايو–8 أغسطس 1915 | إطلاق نار، هجوم بالقنابل، حريق متعمد              | 116     | غير معروف | مختلف المدن،سيلان البريطانية                | أعمال الشغب في السيرلانكية 1915: وقعت أعمال شغب عرقية واسعة النطاق وطويلة الأمد في جزيرة سيلان بين البوذيين السنهاليين والموريون السريلانكيون وانتهت بالقمع الوحشي من قبل السلطات الاستعمارية البريطانية. ووفقا لبعض التقديرات الرسمية التي يجب أن تؤخذ تقريبية، فقد قتل 25 شخصا، و 189 جريحا، و 4 حوادث اغتصاب مرتبطة بأعمال الشغب. وتم نهب 4075 منزلا ومحل، وحرق 250 منزلا ومحل، وأحرق 17 مسجدا و 86 مسجدا تضررت بشكل آخر. وأبلغت الأرقام الرسمية الأخرى عن مقتل 116 شخصا، 63 منهم من قبل القوات العسكرية وقوات الشرطة. | سنهاليون بوذيين وسلطات الإمبراطورية البريطانية |
| 3 أغسطس 1990         | إطلاق نار                                         | 30–100+ | غير معروف | موتر (المقاطعة الشرقية),سريلانكا            | مجزرة موتور 1985: مجزرة موتر عام 1985 كانت مذبحة للمدنيين التاميليين في مدينة موتر في المنطقة الشرقية في سريلانكا. وقعت المجزرة عندما هاجمت جميع الشعب الثلاث في الجيش السريلانكي المدينة برا وجوا وبحرا. وكان الدافع وراء الهجمات يهدف عمدا إلى التطهير العرقى ضد مسلمى التاميل، الذين يشكلوا السكان المحليين في المنطقة. واستمرت عمليات القتل لمدة 3 أيام من 8 تشرين الثاني / نوفمبر إلى 11 تشرين الثاني / نوفمبر. وأطلقوا النار على المدنيين وقتلوا وأحرقوا بمنازلهم. وقد تأكد ان أكثر من 30 شخصا لقوا حتفهم. ولم يعثر على أكثر من 70 شخصا آخرين تم اعتقالهم أو اختفوا قسرا. كما قتل عدة أشخاص آخرين حاولوا الفرار وأولئك الذين لجأوا إلى المعابد. | القوات المسلحة السريلانكية                     |
| 3 أغسطس 1990         | إطلاق نار، هجوم بالقنابل                          | 147     | غير معروف | كاتانكودي (المقاطعة الشرقية),سريلانكا       | مجزرة مسجد كاتانكودي: قتل مسلحون تاميلون أكثر من 147 مسلما في مسجد في كاتانكودي. وقد وقع هذا الهجوم عندما داهم حوالى 30 من متمردى التاميل اربعة مساجد في بلدة كاتانكودى حيث كان أكثر من 300 شخص يؤدون خلال الصلاة. وقد اعتذرت الجبهة لاحقا (خلال محادثات السلام عام 2000) لهذا العمل وطلبت من المسلمين العودة، ولكن عددا قليلا جدا من المسلمين قد قبل الاعتذار. | نمور التاميل                                   |
| 29 أبريل 1992        | إطلاق نار                                         | 157     | غير معروف | بولوناروا (مقاطعة الشمال الأوسط),سريلانكا   | مذبحة بولوناروا: هى سلسلة من الهجمات على المدنيين في قرى ألانشيبوثانا وكارابولا ومادورانجالا ومثوجال في منطقة بولوناروا الشرقية. | نمور التاميل                                   |
| 15 أكتوبر 1992       | إطلاق نار، طعن بسكين، هجوم بسلاح ابيض             | 166–285 | غير معروف | بالياغوديلا (مقاطعة الشمال الأوسط),سريلانكا | مذبحة بالياجوديلا: نفذت حركة نمور التاميل مذبحة بالياجوديلا ضد السكان المسلمين وغالبيتهم من قرية بالياجوديلا الواقعة على الحدود في الجزء الشمالي من سريلانكا التي كان يسيطر عليها نمور التاميل في ذلك الوقت. وكانت هذه أكبر مذبحة للمدنيين المسلمين على يد حركة نمور التاميل حتى الان. ويدعي شهود عيان القرية أنه تم قتل حوالي 285 رجلا وامرأة وطفل، أي حوالي ثلث السكان، حيث قتلوا على يد قوة قوامها ألف جندي من نمور التاميل؛ لكن الحكومة السريلانكية تقول أن أعضاء الحركة قتلت 166 إلى 171 شخصا من قبل قوة 150 مهاجما. | نمور التاميل                                   |
| 30 أبريل 2001        | إطلاق نار، هجوم بسلاح ابيض                        | 2       | 15+       | ماوانيلا (المقاطعة الوسطى),سريلانكا         | أعمال شغب ماوانيلا: كانت أعمال شغب ماوانيلا سلسلة من الهجمات المخطط لها ضد الأقلية المسلمة السريلانكية من قبل الأغلبية السنهالية في بلدة ماوانيلا، وأسفرت عن مقتل شخصين وإصابة أكثر من 15 بجروح في الاشتباكات وأدت أيضا إلى تدمير الكثير من الممتلكات في المنطقة تقدر قيمتها بملايين الروبية. | الشرطة السريلانكية، العصابات المحلية           |
| 18 سبتمبر 2006       | إطلاق نار، طعن بسكين، هجوم بسلاح ابيض             | 10      | 0         | بوتوفيل (المقاطعة الشرقية),سريلانكا         | مذبحة بوتوفيل: تعتبر مذبحة بوتوفيل حدثا وقع أثناء الحرب الأهلية السريلانكية، حيث هوجم 10 من المدنيين المسلحين الأقلية المسلمة الذين كانوا يعملون في راتال كولام في بوتوفيل في الجزء الجنوبي من منطقة أمبارا في المنطقة الشرقية وقتلوا وكان جميع الرجال تتراوح أعمارهم بين 19-35 سنة من العمر وتم قطع رأس ثلاثة من الرجال وأطلق النار على الآخرين أو اختراقهم من قبل مسلحين مجهولين. | نمور التاميل                                   |
| 15–17 يونيو 2014     | إطلاق نار، طعن بسكين، هجوم بسلاح ابيض، حريق متعمد | 4       | 80        | منطقة كالوتارا (المقاطعة الغربية),سريلانكا  | أعمال العنف المعادية للمسلمين في سريلانكا 2014: كانت أعمال العنف المناهضة للمسلمين في سريلانكا عام 2014 أعمال عنف دينية وعرقية في حزيران / يونيو 2014 في جنوب غرب سريلانكا. وتعرض المسلمون وممتلكاتهم لهجوم من البوذيين السنهاليين في مدن ألوثغاما وبيروالا ودارغا تاون في منطقة كالوتارا. وقتل ما لا يقل عن أربعة أشخاص وجرح 80 آخرين. وتشرد المئات بعد الهجمات على المنازل والمحلات التجارية والمصانع والمساجد ودور الحضانة. وتشرد 10,000 شخص (8,000 مسلم و 2,000 سنهالي) بسبب أعمال الشغب. وتبعت أعمال الشغب مسيرات من قبل منظمة بودو بالا سينا، وهي مجموعة بوذية متشددة. وقد تم إلقاء اللوم على المنظمة البوذية المتطرفة على نطاق واسع للتحريض على أعمال العنف لكنها نفت مسؤوليتها. وقد قامت وسائل الإعلام الرئيسية في سريلانكا بحجب الأخبار عن أعمال العنف بعد أوامر من الحكومة السريلانكية. | منظمة بودو بالا سينا وأتباعها                  |

### السويد
فيما يلي قائمة بعدد من الحوادث في السويد يمكن اعتبارها حوادث تحض على الكراهية للإسلام متعلقة بالإسلاموفوبيا:
| التاريخ                         | النوع                             | القتلى | الجرحى | الموقع                               | التفاصيل | مرتكب الجريمة           |
| ------------------------------- | --------------------------------- | ------ | ------ | ------------------------------------ | --- | ----------------------- |
| 10 أكتوبر 2009 – 21 أكتوبر 2010 | إطلاق نار                         | 1      | 13     | مالمو، السويد                        | حوادث إطلاق نار في مالمو2009-2010: هى سلسلة من حوادث اطلاق النار التي أسفرت عن مقتل واحد وإصابة 13 آخرين في مالمو. وكان لدى مرتكب الجريمة "مشاعر قوية مناهضة للمهاجرين"، ولم يكن جميع الضحايا سوى سويديين عرقيا. | بيتر مانغس              |
| 25 ديسمبر 2014 – 1 يناير 2015   | حريق متعمد، تخريب متعمد للممتلكات | 0      | 5      | إسلوف / أوبسالا / إسكيلستونا، السويد | هجمات الحرق المتعمدة في السويد 2014: هى سلسلة من الحرائق المتعمدة على ثلاثة مساجد في السويد وقعت خلال أسبوع واحد في نهاية عام 2014. بالإضافة إلى تعرضها لقنابل مولوتوف، وتم تخريب بعض المساجد بالكتابات العنرية المعادية العنقوية. | الإرهاب اليميني المتطرف |
| 22 أكتوبر 2015                  | طعن بسكين                         | 3 (+1) | 1      | ترولهتان، السويد                     | هجوم مدرسة ترولهاتان: قتل شخص مقنع اثنين وجرح آخر في مدرسة كرونان في ترولهاتان. واختار مرتكب الجريمة المدرسة كهدف مستهدف بسبب ارتفاع عدد مرتاديها من المهاجرين. وقد أطلقت الشرطة النار عليه فيما بعد وقتلته. هذا هو الهجوم الأكثر دموية على مدرسة في التاريخ السويدي. وتوفي مدرس طعن أثناء الحادث متأثرا بجراحه في 3 ديسمبر / كانون الأول، مما أدى إلى ارتفاع عدد القتلى إلى 3. | انطون لوندين بيترسون    |
| 21 فبراير 2017                  | حريق متعمد                        | 0      | 0      | غوتنبرغ، السويد                      | تم اشعال النار في مركز إسلامي. وتشتبه الشرطة في أنها جريمة كراهية. | غير معروف               |

### سويسرا
فيما يلي قائمة بوقوع حادث واحد في سويسرا يمكن اعتباره حادثة الكراهية للإسلام متعلق بالإسلاموفوبيا:
| التاريخ        | النوع     | القتلى | الجرحى | الموقع        | التفاصيل | مرتكب الجريمة       |
| -------------- | --------- | ------ | ------ | ------------- | --- | ------------------- |
| 19 ديسمبر 2016 | إطلاق نار | 1 (+1) | 3      | زيورخ، سويسرا | هجوم زيورخ 2016: صاح رجل "روس أوس ونزريم لاند (اخرجوا من بلادنا) قبل فتح النار على الناس في مركز إسلامي في وسط زيورخ. ولا يزال التحقيق جاريا، لكن المجلس المركزي الإسلامي في سويسرا أصدر بيانا يوضح فيه أن يكون هذا بمثابة "إنذار" بشأن التهديد الذي يشكله تزايد الإسلاموفوبيا في المجتمع السويسري. | رجل لم يتم ذكر اسمه |

### أوكرانيا
فيما يلي قائمة بوقوع حادثتين في أوكرانيا يمكن اعتبارهما حادثة الكراهية للإسلام متعلق بالإسلاموفوبيا:
| التاريخ        | النوع                                     | القتلى | الجرحى | الموقع              | التفاصيل | مرتكب الجريمة |
| -------------- | ----------------------------------------- | ------ | ------ | ------------------- | --- | ------------- |
| 23 أغسطس 2010  | تخريب متعمد للممتلكات، محاولة الحرق العمد | 0      | 0      | سيمفروبول، أوكرانيا | قام أحد المجهولين برسم الصليب المعقوف على مسجد سيت سيتار وحاول إشعال النيران في المسجد. | غير معروف     |
| 25 ديسمبر 2010 | محاولة الحرق العمد                        | 0      | 0      | سيمفروبول، أوكرانيا | حدثت عملية أخرى لمحاولة الحرق العمد لمسجد سيت سيتار للمرة الثانية. وقال أحد الزعماء المسلمين المحليين إن التخريب على الأماكن المقدسة الإسلامية في شبه جزيرة القرم لم يتم التحقيق فيه بشكل صحيح. | غير معروف     |

### المملكة المتحدة
فيما يلي قائمة بعدد من الحوادث في المملكة المتحدة يمكن اعتبارها حوادث تحض على الكراهية للإسلام متعلقة بالإسلاموفوبيا:
| التاريخ        | النوع                            | القتلى | الجرحى | الموقع                  | التفاصيل | مرتكب الجريمة                           |
| -------------- | -------------------------------- | ------ | ------ | ----------------------- | --- | --------------------------------------- |
| 12 يوليو 2005  | هجوم بسلاح ابيض                  | 1      | 0      | نوتنغهام، إنجلترا       | تعرض رجل مسلم يدعى كمال رضا بوت للضرب حتى الموت خارج متجر كورنر على يد عصابة من الشباب وصاحوا بالاعتداءات اللفظية المعادية للإسلام وتم دعوته بانه منتمى لحركة طالبان.                                                        | عصابة لم يتم ذكر اسمها                  |
| 10 مارس 2006   | طعن بسكين، تخريب متعمد للممتلكات | 0      | 1      | برستون، إنجلترا         | تمت مهاجمة مسجد على يد عصابة من الشباب الأبيض باستخدام الطوب والكتل الخرسانية. وأتلف الشباب بعدد من السيارات خارج المسجد وطعنواشاب في سن المراهقة يبلغ من العمر 16 عاما. ووصفت الشرطة المحلية الهجوم بأنه "ذو دوافع عنصرية". | عصابة لم يتم ذكر اسمها                  |
| 30 يونيو 2007  | طعن بسكين، هجوم بسلاح ابيض       | 0      | 1      | بلاكلى، إنجلترا         | تعرض غلام مصطفى ناز، وهو مدرس ديني مسلم، للطعن والضرب على يد أربعة رجال. وتشير الشرطة إلى أنها كانت جريمة كراهية. | أربعة رجال لم يتم الكشف عن اسمهم        |
| 3 يوليو 2007   | هجوم بالمركبات (محاولة دهس)      | 0      | 0      | غلاسكو، اسكتلندا        | تم اقتحام مخزن يملكه رجل مسلم يدعى أشفق أحمد بواسطة سيارة. وحاول السائق إشعال النار في السيارة وألقى الوقود في المحل. ودمر الانفجار الضخم المتجر.                                                                            | رجل لم يتم ذكر اسمه                     |
| 3 أغسطس 2007   | حريق متعمد                       | 0      | 0      | برادفورد، إنجلترا       | تضرر مسجد في برادفورد بأضرار بالغة في محاولة الحريق المتعمد. | غير معروف                               |
| 9 أغسطس 2007   | حريق متعمد                       | 0      | 0      | لندن، إنجلترا           | هاجم اثنين من الرجال إمام يبلغ من العمر 58 عاما للمسجد المركزي في حديقة ريجنت. وكانت اصابة الضحية تتطلب جراحة طارئة على كلا العينين نتيجة لذلك.                                                                              | اثنين من الرجال لم يتم الكشف عن اسمه    |
| 6 يوليو 2009   | حريق متعمد                       | 0      | 0      | غلاسكو، اسكتلندا        | أصيب فرع الإغاثة الإسلامية بأضرار بالغة بسبب حريق قالت الشرطة إنه بدأ عمدا، وأحد أفراد المجتمع الإسلامي في اسكتلندا يزعم أنه كان فعل مسيء الإسلام.                                                                           | اثنين من الرجال لم يتم الكشف عن اسمه    |
| 8 أبريل 2010   | هجوم بسلاح ابيض                  | 0      | 1      | نوتنغهام، إنجلترا       | تعرض أبيدا مالك وأصف أحمد للاعتداء من قبل ما يصل إلى 20 رجلا في القطار. ودعاه المهاجمون هو وزوجته بالإرهابيين. | 20 رجلا لم يتم ذكر أسمائهم              |
| 10 مايو 2010   | هجوم بالقنابل                    | 0      | 0      | باب ورث، إنجلترا        | قام السجناء في سجن رانبي بصنع قنبلة والتخطيط لقتل السجناء المسلمين. وقام السجناء بوضع القنبلة في الغرفة التي كان فيها المصلون ولكن ضابط السجن أزالها من المنشأة، وعطلها قبل أن تنفجر.                                        | 20 رجلا لم يتم ذكر أسمائهم              |
| 9 يونيو 2010   | هجوم بسلاح ابيض                  | 0      | 1      | لندن، إنجلترا           | تمت مهاجمة فتاة تبلغ من العمر 13 عاما وسرقت في غرانجوود بارك من قبل ثلاثة من المراهقين الذين صاحوا بالشتائم المناهضة للمسلمين.                                                                                               | ثلاثة مراهقين لم يتم الكشف عن أسمائهم   |
| 3 ديسمبر 2010  | محاولة الحرق العمد               | 0      | 0      | ستوك أون ترينت، إنجلترا | تعرض مسجد لمحاولة الحرق المتعمد عن طرق وضع فيه المواد القابلة للاشتعال في محاولة لإشعال النار عليه. وصنفتها الشرطة على أنه "هجوم عنصري متعمد".                                                                               | أربعة راهقين لم يتم الكشف عن أسمائهم    |
| 29 أبريل 2013  | طعن بسكين                        | 1      | 0      | برمنغهام، إنجلترا       | مقتل محمد سالم: تم طعن محمد سليم البالغ من العمر 82 عاما حتى الموت بينما كان في طريقه إلى منزله من المسجد الأخضر لين في هيث الصغيرة في برمنغهام. وذكر الجاني لاحقا أنه قتل سالم لأنه "مسلم ولم يكن هناك شهود".               | بافلو لابشين                            |
| 3 يوليو 2016   | هجوم بسلاح ابيض                  | 0      | 1      | سندرلاند، إنجلترا       | اتهم رجل بالاعتداء العنصري / الديني المتشدد بعد أن صرخ "أنت في بلدنا الآن" والاعتداء الجسدي على امرأة مسلمة في مركز تجاري.                                                                                                   | بيتر سكوتر                              |
| 6 أغسطس 2016   | هجوم بسلاح ابيض                  | 0      | 1      | بلتكي، إنجلترا          | اتهم رجل بالاعتداء العنصري / الديني المتشدد بعد أن ركل امرأة مسلمة حامل في المعدة وأدى إلى فقدان توائمها التي لم تولد بعد.                                                                                                   | ديفيد جالاشر                            |
| 12 ديسمبر 2016 | طعن بسكين                        | 0      | 1      | لندن، إنجلترا           | تم طعن راكب بالسكين على متن قطار في محطة فورست هيل وقبل ذلك كان يطارد الناس وكان يصرخ "من هنا مسلم؟ أريد أن أقتل مسلما". ووصفت السلطات الحادث بأنه "جريمة كراهية خطيرة".                                                     | رجل لم يتم ذكر اسمه                     |
| 16 ديسمبر 2016 | تخريب متعمد للممتلكات            | 0      | 0      | كامبرنولد، اسكتلندا     | تم تخريب مسجد مع الكتابة على الجدران حيث تمت كتابة "عودوا إلى دياركم" و "ديوس فولت"، وهو مصطلح لاتيني يعني "الله يشاء ذلك". وذكرت السلطات أن الحادث "جريمة كراهية".                                                          | غير معروف                               |
| 16 ديسمبر 2016 | هجوم بسلاح ابيض                  | 0      | 1      | لندن، إنجلترا           | تم سحل امرأة مسلمة على طول الرصيف من حجابها. وتزعم السلطات أنها "جريمة كراهية". | اثنين من الرجال لم يتم الكشف عن أسمائهم |

### الولايات المتحدة الأمريكية
في أعقاب تفجير مدينة أوكلاهوما، أصبح العديد من سكان الشرق الأوسط والمسلمين من أصل أفريقي ضحايا الغضب الأول من «الإرهابيين المسلمين» كما كانت تفترض القصص الإخبارية الأولية. وأبلغت تغطية تليفزيون (KFOR) للتفجير المشاهدين أن أحد أعضاء جماعة «أمة الإسلام» قد اعترف بالتفجير. على الرغم من أن الشبكة حذرت من أنه قد يكون عامل هاتف، وكررت هذا الخبر على مدار اليوم تغطية. وطبقا لتقرير أعده المعهد العربي الأمريكي، بعد ثلاثة أيام من التفجيرات، «ارتكبت أكثر من 200 جريمة كراهية خطيرة ضد الأمريكيين العرب والمسلمين الأمريكيين، وكان الأمر كذلك في الأيام التي تلت هجمات 11 سبتمبر». وتم ذكر أيضا اقتراحات بشأن الإذاعة بأن جميع الأمريكيين العرب يجب أن «يوضعوا في معسكرات الاعتقال».
وفي أعقاب هجمات 11 سبتمبر / أيلول، ارتفعت جرائم الكراهية ضد منحدرين من أصل شرق أوسطي من 354 هجوما في عام 2000 إلى 1501 هجوما في عام 2001. وكان من بين ضحايا رد الفعل رجل من الشرق الأوسط في هيوستن بولاية تكساس أصيب برصاصة وأصيب بجراح بعد أن اتهمه أحد المهاجمين "بتفجير البلاد" وأطلق النار على أربعة مهاجرين وقتلوا على يد رجل يدعى لارم برايس اعترف بقتلهم "انتقاما" لهجمات 11 سبتمبر / أيلول. وعلى الرغم من وصف برايس ضحاياه كلهم بالعرب، إلا أن واحدا منهم فقط كان من بلد عربي. ويبدو أن هذا كان اتجاها؛ على خلفية القوالب النمطية للعرب، وتعرضت عدة جماعات غير عربية وغير مسلمة لهجمات في أعقاب أحداث 11 سبتمبر، بما في ذلك العديد من رجال السيخ الذين تعرضوا للهجوم لارتدائهم عمامة دينية وظنوا أنهم مسلمون. وطبقا لتقرير أعده المعهد العربي الأمريكي بعد ثلاثة أيام من تفجير مدينة أوكلاهوما (الذي ارتكبه أحد مواطنى الولايات المتحدة الأمريكية تيموثي ماكفيه)، فإن أكثر من 200 جريمة كراهية خطيرة ارتكبت ضد الأمريكيين العرب والمسلمين الأمريكيين، كان صحيحا في الأيام التي تلت هجمات 11 سبتمبر".
وبينما كان شاروخان، وهو ممثل مشهور من بوليوود الهندية ، في طريقه إلى شيكاغو، تم احتجازه لاستجوابه لما وصفه بالاستجواب «المهين» لعدة ساعات في مطار نيويورك بولاية نيو جيرسي بسبب لقبه الاسلامى المشترك خان. ولم يطلق سراحه إلا بعد تدخل السفارة الهندية.
في نيسان / أبريل 2012، أفادت مصادر إعلامية مختلفة بأن كلية القوات المشتركة تقوم بتدريس دورة مناهضة للإسلام. وتعلم الدورة أن «المسلمين يكرهون كل ما تقف إليه ولن يتعايشوا معك أبدا». كما اقترح تبرير تدمير مدينتي مكة والمدينة «دون اعتبار وفيات المدنيين». وتم تعليق الدورة بعد اعتراض أحد الطلاب على هذه المادة.
في أوائل آب / أغسطس 2012، قال السياسى والممثل الأمريكي جو والش في قاعة بلدية أن المسلمين المتطرفين «يحاولون قتل الأميركيين كل أسبوع». وبعد تصريحاته وقعت عدة هجمات ضد المسلمين في منطقته، بما في ذلك هجوم 12 أغسطس عندما تم القاء قنبلة على مدرسة إسلامية في لومبارد في ولاية إلينوي خلال الصلاة في شهر رمضان المبارك وتمت كتابة عبارات الكراهية على الجدران وجدت في 16 أغسطس في مقبرة للمسلمين. وكانت هناك أيضا عدة هجمات أخرى على المساجد بالبنادق ، والقنابل الحمضية، والبيض، أو أحشاء الحيوانات. ويجري التحقيق في بعض الحوادث على أنها جرائم كراهية.
وتشير البحوث إلى أن جرائم الكراهية والتمييز ضد المسلمين في الولايات المتحدة يؤدي إلى انخفاض معدلات الاستيعاب.
فيما يلي قائمة بعدد من الحوادث في الولايات المتحدة يمكن اعتبارها حوادث تحض على الكراهية للإسلام متعلقة بالإسلاموفوبيا:
| التاريخ                  | النوع                                     | القتلى | الجرحى | الموقع                      | التفاصيل | مرتكب الجريمة                   |
| ------------------------ | ----------------------------------------- | ------ | ------ | --------------------------- | --- | ------------------------------- |
| 15 سبتمبر 2001           | إطلاق نار                                 | 1      | 0      | ميسا، أريزونا               | مقتل بالبير سينغ سودهي: كان بالبير سينغ سودهي، الذي كان يرتدي لحية وعمامة وفقا لإيمانه بالديانة السيخية، ولم يكن عربى مسلم. وأفيد أن روك أخبر أصدقاء بأنه "سيخرج ويطلق النار على بعض رؤوس المناشف" يوم الجريمة. | فرانك سيلفا روك                 |
| 15 سبتمبر –4 أكتوبر 2001 | إطلاق نار                                 | 2      | 1      | دالاس، تكساس                | قتل وقار حسن، وهو مهاجر باكستانى يبلغ من العمر 46 عاما، وقتل داخل متجر للبقالة في دالاس. واصيب رايس بويان البالغ من العمر 28 عاما بالرصاص في وجهه بينما كان يعمل في متجر. وتم إنقاذه من تلف في الدماغ، ولكنه فقد البصر في أحد عينيه. وقتل الضحية الثالثة، فاسوديف باتل، 49 عاما، في مسكيت، تكساس في 4 أكتوبر / تشرين الأول 2001. وقال الجاني إن دافعه هو "الانتقام للهجمات على الولايات المتحدة في 11 سبتمبر". | مارك أنتوني سترومان             |
| 14 يناير 2007            | هجوم بسلاح ابيض                           | 0      | 1      | لاكاوانا، نيويورك           | اعتدى مهاجمون استخدمواعبارات عنصرية رجل يمنى مسلم يبلغ من العمر 26 عاما واعتدوا عليه جسديا. وتم القاء الضحية على الأرض، وجرحوه تحت احدى عينيه، وتم كسر أنفه، والعلاج يتطلب ست غرز في وجهه والدبابيس وفي الجزء الخلفي من رأسه. | غير معروف                       |
| 16 سبتمبر 2007           | هجوم بسلاح ابيض                           | 0      | 1      | وادى لوكست، نيويورك         | تعرض زهيري أسيمي، وهو مسلم أمريكي من أصل ايرانى وصاحب صالون لتقليم الأظافر في وادي لوكاست في ولاية نيويورك للسرقة والضرب، وتم دعوته "بالإرهابي" في ما أسمته السلطات جريمة كراهية وتمييز. وتم ركل أسيمي، وتدمير الحاسوب الموجود بالصالون، وكسرت يده بالمطرقة. كما قال الجناة، الذين سرقوا 2,000 دولار قسرا من الصالون ورسموا عبارات مناهضة للمسلمين على المرايا، وقالوا لأسيمي "اخرج من المدينة"، وأن هذا النوع لم يعد "مرحبا به" في المنطقة. وجاء الهجوم بعد أسبوعين من المكالمات الهاتفية التي كانت تأتيه وتتهمه بأنه "إرهابي"، وقال له "اخرج من المدينة"، مثل ما قال الأصدقاء والعائلة. | غير معروف                       |
| 9 فبراير 2008            | حريق متعمد                                | 0      | 0      | كولومبيا، تينيسي            | حرق المركز الإسلامي في كولومبيا في حريق متعمد بالوقود مع قنابل مولوتوف من قبل أعضاء حركة الهوية المسيحية المتطرفة. | حركة الهوية المسيحية            |
| يوليو 2010 -مارس 2011    | حرق نسخة من القرآن الكريم                 | 0      | 0      | غينزفيل، فلوريدا            | الجدل حول حرق القرآن في فلوريدا 2010: هو الجدل الذي نشأ عن نية القس تيرى جونز حرق القرآن، في كنيسة حمامة التواصل مع العالم في غينزفيل، فلوريدا في الذكرى التاسعة لهجمات 11 سبتمبر. وعلى الرغم من التحذير من القيادة العسكرية في الحرب الافغانية، قال تيري جونز، راعي الكنيسة انه سيكون "مأساويا" إذا فقدت حياة احدهم نتيجة لحرق القرآن المزمع. واضاف "لا يزال يجب ان اقول اننا نشعر باننا يجب ان نقف عاجلا أو آجلا امام الاسلام، وإذا لم نفعل ذلك فانها لن تختفي". ويدعي موقع كنيسته على الانترنت أن الإسلام دين "عنيف وقمعي". في أوائل سبتمبر 2010، ألغى جونز وتعهد بعدم حرق القرآن، ولكن في 20 مارس 2011، عقد جونز "محاكمة القرآن الكريم" في كنيسة بلدة غينزفيل. ووجدت الكتب المقدسة أنه مذنب بسبب "جرائمه ضد الإنسانية"، وأحرق القرآن الكريم في الحرم الجامعي الكنيسة. | تيري جونز                       |
| 25 أغسطس 2010            | طعن بسكين                                 | 0      | 1      | نيويورك، نيويورك            | طعن سائق سيارة أجرة في نيويورك بعد أن سأله أحد الركاب عما إذا كان مسلما. وقد اتهم مرتكب الجريمة بجريمة الكراهية. | مايكل إنرايت                    |
| 24 يناير 2011            | محاولة تفجير سيارة                        | 0      | 0      | إمبيريال بيتش، كاليفورنيا   | مؤامرة تفجير مسجد ديربورن 2011: ألقي القبض على رجل واتهم بالإرهاب بعد محاولة تفجير المركز الإسلامي الأمريكي في ديربورن بولاية ميشيغان، التي تضم عددا كبيرا من السكان العرب والأمريكيين والمسلمين. وفي وقت لاحق قال الرجل إنه عارض الحرب على العراق واستهدف المسجد ل "جذب انتباه الناس". وألقي القبض عليه في موقف للسيارات خارج المسجد مع سيارة مليئة بالألعاب النارية الراقية من الفئة بما في ذلك M -80s. | روجر ستوكهام                    |
| 5 أغسطس 2012             | إطلاق نار                                 | 6 (+1) | 4      | أوك كريك، ويسكونسن          | إطلاق نار في معبد للسيخ في ويسكنسن 2012: وقعت مذبحة في غوردوارا (معبد السيخ) على يد شخص يبلغ من العمر 40 عاما حيث قتل بالرصاص ستة أشخاص وجرح أربعة آخرين. وتقول السلطات إن العنف كان له دوافع عنصرية. | ويد مايكل بيدج                  |
| 27 ديسمبر 2012           | هجوم بسلاح ابيض                           | 1      | 0      | نيويورك، نيويورك            | قتل سوناندو سين، وهو مهاجر هندي يبلغ من العمر 46 عاما على طريق قطار مترو الانفاق عندما دفعته امرأة إلى الطريق. وفي وقت لاحق قالت المرأة إنها تكره المسلمين ومنذ عام 2001 عندما تم تدميرمركزى التجارة العالميين كنت أضربهم وأعتدى عليهم". | إريكا مينينديز                  |
| 16 مارس 2014             | إطلاق نار                                 | 1      | 0      | ساكرامنتو، كاليفورنيا       | قتل رجل فنان عراقي يدعى حسن الأوسي في موقف للسيارات في نزل ديبوت. وتشتبه الشرطة في أن مطلق النار كان مدفوعا ب "كراهية الناس التي يرجع أصلهم إلى الشرق الأوسط". | جيفري كايلور                    |
| 4 ديسمبر 2014            | هجوم بالمركبات (عملية دهس)                | 1      | 0      | كانساس سيتي، ميزوري         | مقتل عبد الصمد شيخ حسين: قتل طالب أمريكي صومالي مسلم في مدرسة ستالي الثانوية بالقرب من مركز كنساس سيتي الصومالي، وهو رجل صدم سيارته في الطالب عن عمد، وركله في الهواء، ثم هرب على ساقيه. وكان سائق السيارة يتظاهر ضد الإسلام والتهديدات ضد المصلين المسلمين خارج المسجد. وكانت سيارة الدفع الرباعي المستخدمة في الهجوم كان عليها ملصق مضاد للمسلمين يقارن فيه القرآن مع فيروس الإيبولا، في حين ذكر آخر أن "الإسلام أسوأ من الإيبولا". وصنف مكتب التحقيقات الفدرالي بأنه جريمة كراهية. | أحمد ح.عدن                      |
| 10 أبريل 2015            | محاولة هجوم                               | 0      | 0      | تومبكينز، نيويورك           | قضى رجل أشهرا يجمع الأسلحة ويخطط لهجوم على قرية ذات أغلبية مسلمة في شمال مدينة نيويورك. | روبرت دوغارت                    |
| 26 ديسمبر 2015           | هجوم بسلاح ابيض                           | 0      | 1      | فريسنو، كاليفورنيا          | تعرض أمريك سينغ بال وهو رجل سيخى يبلغ من العمر 68 عاما، تعرض للضرب على أيدي شخص وصفه بأنه "إرهابي". | دانيال كورونيل ويلسون الابن     |
| 19 يوليو 2016            | هجوم بسلاح ابيض                           | 0      | 1      | أوماها، نبراسكا             | تم طرد سوثهار سوبوراج، وهو مهاجر هندي تم طرده وفقد الوعي خارج المطعم من قبل مهاجم صاح "بأنه تابع لتنظيم داعش ... اخرج من بلدي" عندما ضربه. مع العلم بأن سوباراج ليس عربيا ولا مسلما. | رجل لم يتم ذكر اسمه             |
| 13 أغسطس 2016            | إطلاق نار                                 | 2      | 0      | نيويورك، نيويورك            | قتل مولاما أكونجي، وهو إمام يبلغ من العمر 55 عاما، ومساعده، ثارا أودين، البالغ من العمر 64 عاما، بينما كانا في طريق عودتهما من مسجد الفرقان في حديقة أوزون في كوينز. وتشتبه الشرطة في نيويورك أنها جريمة كراهية. | أوسكار موريل                    |
| 18 أغسطس 2016            | إطلاق نار                                 | 1      | 0      | تلسا، أوكلاهوما             | أطلق النار على رجل لبناني أمريكي وتم قتله في شرفة منزله على يد أحد الجيران بينما كان يطلق عليه اسم "مسلم قذر" و "عربي" على الرغم من كونه مسيحيا. | ستانلي ماجورس                   |
| 31 أغسطس 2016            | طعن بسكين                                 | 1      | 0      | نيويورك، نيويورك            | نازما خنام، تعرضت امرأة بنغلاديشية للطعن مما أدى لقتلها على رصيف كوينز. وحققت النيابة العامة في الواقعة على أنها كجريمة كراهية. | يوناتان غالفيز مارين            |
| 12 سبتمبر 2016           | حريق متعمد                                | 0      | 0      | فورت بيرس، فلوريدا          | أحرق رجل مسجد وأشعل النار فيه انتقاما من "هجوم مركز التجارة العالمي في مانهاتن أو تفجير بوسطن". | جوزيف شرايبر                    |
| 11 أكتوبر 2016           | محاولة تفجير سيارة                        | 0      | 0      | غاردن سيتي، كانساس          | محاولة تفجير غاردن سيتى: رصد ثلاثة رجال كتل سكنية كانت معروفة بإيوائها للاجئين المسلمين، وتخزين ترسانة من الأسلحة، وكانويعتزموا القتل عن طريق تفجير المتفجرات في أربع شاحنات محملة بنترات الأمونيوم. | قوة الأمن في كانساس (الصليبيين) |
| 20 أكتوبر 2016           | تخريب متعمد للممتلكات                     | 0      | 0      | فورت سميث، أركنساس          | تضرر مسجدان بأضرار بسبب رسم عبارات مسيئة وفيها كره للأجانب. | كريغ ويغينتون إبراهيم ديفيس     |
| 10 نوفمبر 2016           | هجوم بسلاح ابيض                           | 0      | 1      | نيويورك، نيويورك            | تعرضت امرأتان مسلمتان في بروكلين لهجوم بينما كانوا يسيرون وتم دفع أطفالهم في اتجاه العربات. وقال مرتكب الجريمة "هذه هي الولايات المتحدة الأمريكية، وليس من المفترض أن يكونوا مختلفة عنا" وطالبهم بمغادرة البلاد. | امرأة لم يتم ذكر اسمها          |
| 14 نوفمبر 2016           | تخريب متعمد للممتلكات                     | 0      | 0      | أوينسبورو، كنتاكي           | وقد تم تخريب المركز الإسلامي لأوينسبورو للمرة الثانية في أقل من عام. [260]. | غير معروف                       |
| 16 نوفمبر 2016           | هجوم بسلاح ابيض                           | 0      | 1      | تشارلوت، كارولاينا الشمالية | تعرض طالب للضرب والاختناق من قبل معلمه، ظاهريا بسبب دينه. | معلم لم يتم ذكر اسمه            |
| 25 نوفمبر 2016           | هجوم بسلاح ابيض                           | 0      | 1      | بيتسبرغ، بنسيلفانيا         | هاجم رجل رجل هندي جالسا بجانبه في حانة بعد أن اعتقد أنه رجل مسلم. واتهم ب "التمييز العرقي". | جيفري بورجيس                    |
| 27 نوفمبر 2016           | هجوم بسلاح ابيض                           | 0      | 1      | مقاطعة فيرفاكس، فيرجينيا    | تعرض رجل للضرب في موقف للسيارات بعد أن صاح شخص ما أنه مسلم. وقد اتهم مرتكب الجريمة بالقيام بجريمة الكراهية. | روبن ماكجرير                    |
| 5 ديسمبر 2016            | هجوم بسلاح ابيض                           | 0      | 1      | نيويورك، نيويورك            | تم دفع عامل نقل مسلم إلى أسفل الدرج في محطة غراند سنترال من قبل رجل وصفه بأنها إرهابي. | غير معروف                       |
| 10 ديسمبر 2016           | طعن بسكين                                 | 0      | 1      | سيمي فالي، كاليفورنيا       | طعن أحد المصلين المسلمين خارج مسجد. وقد اتهم مرتكب الجريمة بأنه قام بجريمة الكراهية. | جون ماتيسون                     |
| 17 ديسمبر 2016           | تخريب متعمد للممتلكات                     | 0      | 0      | ريدموند، واشنطن             | تم رسم علامات وعبارات مسيئة خارج مسجد في ريدموند للمرة الثانية في الشهر. وتم وضع العلامات والعبارات لأول مرة في 21 نوفمبر / تشرين الثاني. وقالت الشرطة إنها تحقق في الحادثين كجرائم يحتمل أن ترتكب بدافع الكراهية. | ناثان غراي                      |
| 18 ديسمبر 2016           | هجوم بسلاح ابيض                           | 0      | 1      | نيويورك، نيويورك            | قام رجل بسكب قهوة ساخنة علي امرأة مسلمة، وقام بضربها واتهمها بأنها "إرهابية" في وسط دونكن دونتس. واتهم بارتكاب جريمة كراهية. | ناثان غراي                      |
| 22 يناير 2017            | تخريب متعمد للممتلكات                     | 0      | 0      | دافيس، كاليفورنيا           | تم تحطيم نوافذ المركز الإسلامي في دافيس. ووصفته الشرطة بأنها جريمة كراهية. | غير معروف                       |
| 22 يناير 2017            | تخريب متعمد للممتلكات، محاولة الحرق العمد | 0      | 0      | ساكرامنتو، كاليفورنيا       | حدثت محاولة سطو وحرق في مطعم. وقد كتبت تعليقات عنصرية ومهينة، بما في ذلك كلمة "إرهابية"، على الجدران موجهة إلى أصحاب المطعم وهم من السيخ. ووصفتها الشرطة بأنها جريمة كراهية. | غير معروف                       |
| 26 يناير 2017            | هجوم بسلاح ابيض                           | 0      | 1      | نيويورك، نيويورك            | ركل رجل عامل طيران مسلم وقال لهه "ترامب هنا الآن" و "انه سوف يتخلص من كل واحد منكم". | روبن رودس                       |
| 1 فبراير 2017            | تخريب متعمد للممتلكات                     | 0      | 0      | روزفيل، كاليفورنيا          | عثر أعضاء معهد "ت أرابيا" في روزفيل صباح الأربعاء على اثني عشر صفا من العبارات المسيئة عرقيا وتم رسمها على المبنى الأمامي والخلفي. | غير معروف                       |
| 11 فبراير 2017           | تخريب متعمد للممتلكات                     | 0      | 0      | كولومبوس، أوهايو            | تم تخريب المركز الإسلامي في المدينة بالكتابة على الجدران التي تقول "الله هو الاحتيال". | غير معروف                       |
| 23 فبراير 2017           | إطلاق نار                                 | 1      | 2      | أولاث، كانساس               | اطلاق النار في كانساس 2017: أطلق رجل النار وقتل مهندس مهاجر هندي حيث كان يعتقد المهاجم أنه كان من الشرق الأوسط وجرح اثنين آخرين بعد أن هتف "اخرج من بلدي" وفتح النار عليه. | آدم بوريتان                     |
| 4 مارس 2017              | إطلاق نار                                 | 0      | 1      | كينت، واشنطن                | أطلق رجل النار على رجل سيخى وأصابه بعد أن هتف "اخرج من بلدي". | غير معروف                       |
| 10 مارس 2017             | هجوم بسلاح ابيض                           | 0      | 1      | سايلم، أوريغون              | ضرب رجل موظفا عربيا في مطعم الأقصى بأنبوب معدنى، وصرخ "عود إلى بلدك الإرهابي" و "اخرج من أمريكا". | جيسون كندال                     |
| 12 مارس 2017             | محاولة الحرق العمد                        | 0      | 0      | بورت سانت لوسي، فلوريدا     | وقال الرجل الذي حاول اشعال النار في متجر قال عند التحقيق معه أنه افترض أن المالك كان مسلم وأنه يريد "إخراج العرب من بلادنا". وقال شريف المنطقة في وقت لاحق أن أصحاب المحلات هي في الواقع الهندية. | ريتشارد لويد                    |
| 26 مارس 2017             | هجوم بسلاح ابيض                           | 0      | 1      | واشنطن (العاصمة)            | اتهم يوسف ستينوفيتز بالاعتداء والتسبب في إصابات جسدية كبيرة، وهي جناية، فيما يتعلق بضرب كمال نايفه، وهو مدرس فلسطيني أمريكي يبلغ من العمر 55 عاما في كلية مجتمعية في شارلوت بولاية كارولينا الشمالية. كما اتهم ستينوفيتز بارتكاب جريمة كراهية على أساس أنه متحيز مناهض للعرب. | يوسف ستينوفيتز                  |
| 11 أبريل 2017            | هجوم بسلاح ابيض، طعن بسكين                | 0      | 1      | ميلواكي، ويسكونسن           | تعرضت امرأة للضرب والطعن من قبل رجل. وقال منجيد أحمد من الجمعية الإسلامية في ميلواكي إلى أنه "لم يكن هناك شيء مسروق، ولم يكن هناك سرقة، وما زالت تمتلك أشيائها الثمينة، والدافع الوحيد الذي يمكن أن نفكر فيه - لأن كل شيء بقى معها، هو أنها جريمة كراهية لان المجرم ذهب مباشرة إلى حجابها وقام بنزعه بسبب الكراهية. | رجل لم يتم ذكر اسمه             |

### فيتنام
لا يعترف بمسلمي تشام في فيتنام إلا كأقلية، وليس كأفراد أصليين من قبل الحكومة الفيتنامية على الرغم من كونهم من السكان الأصليين في المنطقة. وقد شهد مسلم تشام الاضطهاد الديني والعرقي العنيف والقيود المفروضة على ممارسة إيمانهم في ظل الحكومة الفيتنامية الحالية، مع قيام الدولة الفيتنامية بمصادرة ممتلكات مسلمين تشام ومنعهم من تأدية معتقداتهم الدينية. وفي عامي 2010 و 2013 وقعت عدة حوادث في قريتي ثانه تين وقرية فوك نون حيث قتل الفيتناميون عدد كبير من مسلمى تشام. وفي عام 2012، اقتحمت الشرطة الفيتنامية في مسجد لمسلمين التشام في قرية تشاو جيانغ، وتم سرقة المولدات الكهربائية، كما اغتصبت بنات من مسلمى تشام. كما تم تهميش المسلمين التشام في دلتا الميكونج اقتصاديا ودفعوا إلى الفقر من خلال السياسات الفيتنامية، حيث استقر الفيتناميون على أراضي التشام ذات الأغلبية بدعم من الدولة، واستهدفت الممارسات الفيتنامية الأقليات للقضاء عليها من قبل الحكومة الفيتنامية.

## حوادث على الطائرات
وقد أثارت بعض الحوادث مع الركاب المسلمين على متن الطائرات عبارة «التحليق مع المسلمين».
- في 16 آب / أغسطس 2006: طلب ركاب بريطانيون على متن طائرة من مالقة إلى مانشستر انزال رجلين من أصل آسيوي من الطائرة. وقال متحدث باسم الحرس المدني في مالقة «هؤلاء الرجال أثاروا الشكوك بسبب مظهرهم وحقيقة أنهم يتحدثون بلغة أجنبية يعتقد أنها لغة عربية، وكان الطيار يرفض الإقلاع حتى ينزلوا من الطائرة». ولم يكتشف التفتيش الامنى للطائرة أي متفجرات أو اى شيء ذو طابع إرهابي. وحجزت شركة الخطوط الجوية مونارتش الرجال، الذين كانوا من الناطقين باللغة الأوردية، في غرفة فندقية، وقدم لهم وجبة مجانية وتم إرسالهم إلى المنزل على متن طائرة في وقت لاحق. ورد الرجال في وقت لاحق، «فقط لأننا مسلمون، لا يعني أننا انتحاريون». ووجهت اللجنة الإسلامية لحقوق الإنسان باللائمة على «تزايد الإسلاموفوبيا» المرتبط بالحرب على الإرهاب.[292][293][294]
- اضطر راكب كان يسافر إلى جزر فيرجن البريطانية على متن طائرة متجهة إلى الولايات المتحدة من مانشستر في المملكة المتحدة إلى ايقاف الطائرة قبل اقلاعها. وقال الرجل، وهو مسلم بريطاني ولد في الولايات المتحدة، انه تم الشك فيه لأنه كان طيارا مسلما وتركوا يشعرون "بخيبة الأمل والإذلال، لأن له اسم عربي وهو مسلم وأنه من بريطانيا ويعلم كيف يطير .[295][296]
- في 21 تشرين الثاني / نوفمبر 2006: أزيل ستة أئمة بقوة من رحلة تابعة للخطوط الجوية الأمريكية في مطار منيابولس سانت بول الدولي لأسباب أمنية. أدى هذا الحدث إلى احتجاج عدد من المنظمات الإسلامية في أمريكا قائلا إن ما حدث أظهر التحيز المتزايد ضد المسلمين في أمريكا. وأفادت التحقيقات التي أجرتها شركة الطيران والشرطة حتى الآن أن شركة الطيران والطواقم الأرضية ردت على المخاوف الأمنية بشكل صحيح في إنزال الرجال من الطائرة.[297][298]
- في عام 2009 أنزلت خطوط إيرتران الجوية تسعة ركاب مسلمين، من بينهم ثلاثة أطفال، من رحلة وحولتهم إلى مكتب التحقيقات الفدرالي بعد أن علق أحد الرجال على آخر أنهم كانوا يجلسون بجوار المحركات وتساءل بصوت عال ما إذا كان المكان الأكثر أمانا للجلوس على متن الطائرة. وعلى الرغم من أن مكتب التحقيقات الفدرالي قد قام في وقت لاحق بتبرئة الركاب ووصف الحادث بأنه «سوء تفاهم»، ورفض شركة خطوط إيرتران الجوية مقعد الركاب على متن طائرة أخرى، مما أجبرهم على شراء تذاكر اللحظة الأخيرة من شركة طيران أخرى وتم تأمينها بمساعدة مكتب التحقيقات الفدرالي. ودافع المتحدث باسم شركة خطوط إيرتران الجوية في البداية عن اجراءات الشركة وقال انهم لن يسددوا ثمن تذاكر السفر الجديدة. على الرغم من أن الرجال لديهم لحى تقليدية والحجاب المعتاد للنساء، ونفت شركة خطوط إيرتران الجوية أن أفعالهم كانت محل شك للركاب. وفي اليوم التالي، بعد أن تلقت الحادثة تغطية إعلامية واسعة النطاق، عكست شركة خطوط إيرتران الجوية موقفها وأصدرت اعتذارا علنيا، مضيفة أنها ستسدد في الواقع للمسافرين تكاليف تذاكرهم المحجوزة.[299][300]
- في 18 تشرين الثاني / نوفمبر 2015: في حادثين منفصلين، لم يسمح للركاب في مطار ميدواي بالتحليق على متن رحلات خطوط ساوث ويست الجوية عندما ادعى ركاب آخرون أنهم يخشون السفر معهم لأنهم يتحدثون العربية أو يبدو أنهم مسلمون. وأثار الرفض إدانة واسعة النطاق على صفحات وسائل الاعلام الاجتماعية للشركة وحصل على تغطية بارزة، في الولايات المتحدة ودوليا، مصحوبة بدعوات لمقاطعة شركة الطيران. وفقا لصحيفة ذي إكونوميست، «كانت هناك حالتين في الجنوب الغربى، وكان لم يكن أمام شركة الطيران غير الخضوع لمطالبهم.»[301][302]

## الحوادث المتعلقة بالسياسيين
- فيما يتعلق بالوضع الأمريكي بالموقف في كارولينا الشمالية كما عبر عنه مكتب النائب العام (في القضية المرفوعة حاليا ضد ولاية كارولينا الشمالية، فإنه يجب أن يكون أداء اليمين الوحيد للشهادة في المحكمة ليكون صالحا أن يكون على الكتاب المقدس المسيحي (وأن جميع الآخرين يجب أن يختاروا ذلك بالتأكيد)، وقال مدير الشؤون القانونية في واشنطن العاصمة، أرسلان افتخار، «أن هذا يدل على أن هناك الكثير من المشاعر المعادية للمسلمين، وخاصة هنا في الولايات المتحدة»[303][304][305]
- تم انتقاد وزراء في الحكومة البريطانية في تشرين الأول / أكتوبر 2006 بسبب المساعدة في «اطلاق العنان لرد فعل عام ضد المسلمين» في المملكة المتحدة من خلال إلقاء اللوم على المجتمع الإسلامي حول قضايا التكامل على الرغم من أن دراسة تمت بتكليف من وزارة الداخلية على الشباب الأبيض والآسيوي والمسلمين أظهرت أن الشباب الآسيويين والمسلمين «هم في الواقع الأكثر تسامحا للجميع»، وأن الشباب البريطانيين البيض «لديهم مواقف أكثر تعصبا»، وخلصوا إلى أن التعصب في المجتمع البريطاني الأبيض يشكل «حاجزا أكبر أمام الاندماج» في المملكة المتحدة.[306][307]

## الحوادث المتعلقة بالإعلام
- في 2008 تبادل عدد من الهواة اطلاق النار حتى في لعبة كمبيوتر تسمى مذبحة مسلم: وهي لعبة ابادة جماعية دينية حديثة كان هدفها قتل جميع المسلمين الذين يظهرون على الشاشة. ووضع صانع اللعبة أسفل موقع تحميل اللعبة مع بيان اعتذار على موقعه الشخصي، مشيرا إلى نيته الأصلية في إطلاق اللعبة، "هو السخرية من السياسة الخارجية للولايات المتحدة والاعتقاد الشائع في الولايات المتحدة أن المسلمين هم شعب معادي". وقال إن هذا الأمر لم يفهمه العديد من الجمهور الواسع، وأن اللعبة "لم تحقق تأثيرها المقصود، بل تسببت فقط في الأذى إلى الناس الأبرياء. ومع ذلك، تبين لاحقا أن الاعتذار كان وهمي، وكانت اللعبة الأصلية عملا من بيان سياسي وليس من المشاعر المعادية للمسلمين.[308][309]
- في سبتمبر / أيلول 2012، قامت مجموعة أوقفوا أسلمة أمريكا، التي تم وصفها بأنها «مجموعة كراهية» من قبل مركز قانون الحاجة الجنوبي ورابطة مكافحة التشهير، بإعلانات في مدينة نيويورك وفي مترو الانفاق «في أي حرب بين الإنسان المتحضر والوحشية، دعم الإنسان المتحضر، دعم إسرائيل، هزيمة الجهاد». وقد أدانت عدة مجموعات الإعلانات بأنها «خطاب يحض على الكراهية». وفي مطلع يناير / كانون الثاني 2013، نشر أعضاء ذات صلة بالمجموعة إعلانات بجوار 228 ساعة في 39 محطة لمترو أنفاق نيويورك تظهر هجمات عام 2001 على مركز التجارة العالمي مع اقتباس منسوب إلى القرآن الكريم: «سرعان ما نلقي الرعب في قلوب الكافرين». وأكدت هيئة المرور في مدينة نيويورك، التي قالت أنها ستضطر إلى إزالة الإعلانات على أساس التعديل الأول، وأن 25٪ من الإعلان تقع تحت سلطة هيئة المرور العابر كما أنتقدت هذه الإعلانات.[310][311][312][313][314][315][316][317][318]